# Matériel roulant du TER Occitanie
Cette page est une annexe de l'article « TER Occitanie ».
Cette liste recense les parcs de matériels roulants utilisés par le réseau TER Occitanie depuis le 1er juillet 2017.

## Synthèse du parc roulant
Synthèse du parc au 29 décembre 2020
| Séries  | Nombre de caisses | STF SMP | STF SOC | STF SLR | Totale |
| ------- | ----------------- | ------- | ------- | ------- | ------ |
| B 81500 | 3 ou 4 caisses    | 18      | –       | 9       | 27     |
| B 83500 | 4 caisses (M)     | –       | 25      | –       | 25     |
| B 84500 | 4 caisses (M)     | –       | 3       | –       | 3      |
| X 73500 | mono-caisse       | 27      | –       | 11      | 38     |
| Z 100   | 2 à 3 caisses     | –       | –       | 13      | 13     |
| Z 150   | 3 caisses         | –       | –       | 2       | 2      |
| Z 7300  | 2 caisses         | –       | 6       | –       | 6      |
| Z 27500 | 3 ou 4 caisses    | 19      | –       | 37      | 56     |
| Z 54900 | 4 caisses         | –       | 26      | –       | 26     |
| Z 56300 | 6 caisses         | –       | 18      | –       | 18     |

Au quatrième trimestre 2020, le parc du matériel roulant de la région est constitué de 214 engins. 
Le parc est gérées par trois Supervisions techniques de flotte (STF)
- SLR : STF Languedoc-Roussillon (Nîmes, Perpignan)
- SMP : STF Midi-Pyrénées (Toulouse)
- SOC : STF Occitanie (Nîmes, Toulouse)

(p) : Livrée partielle LiO (et non repeint complètement en rouge)

## Matériel roulant

### Matériel bimode

#### B 81500

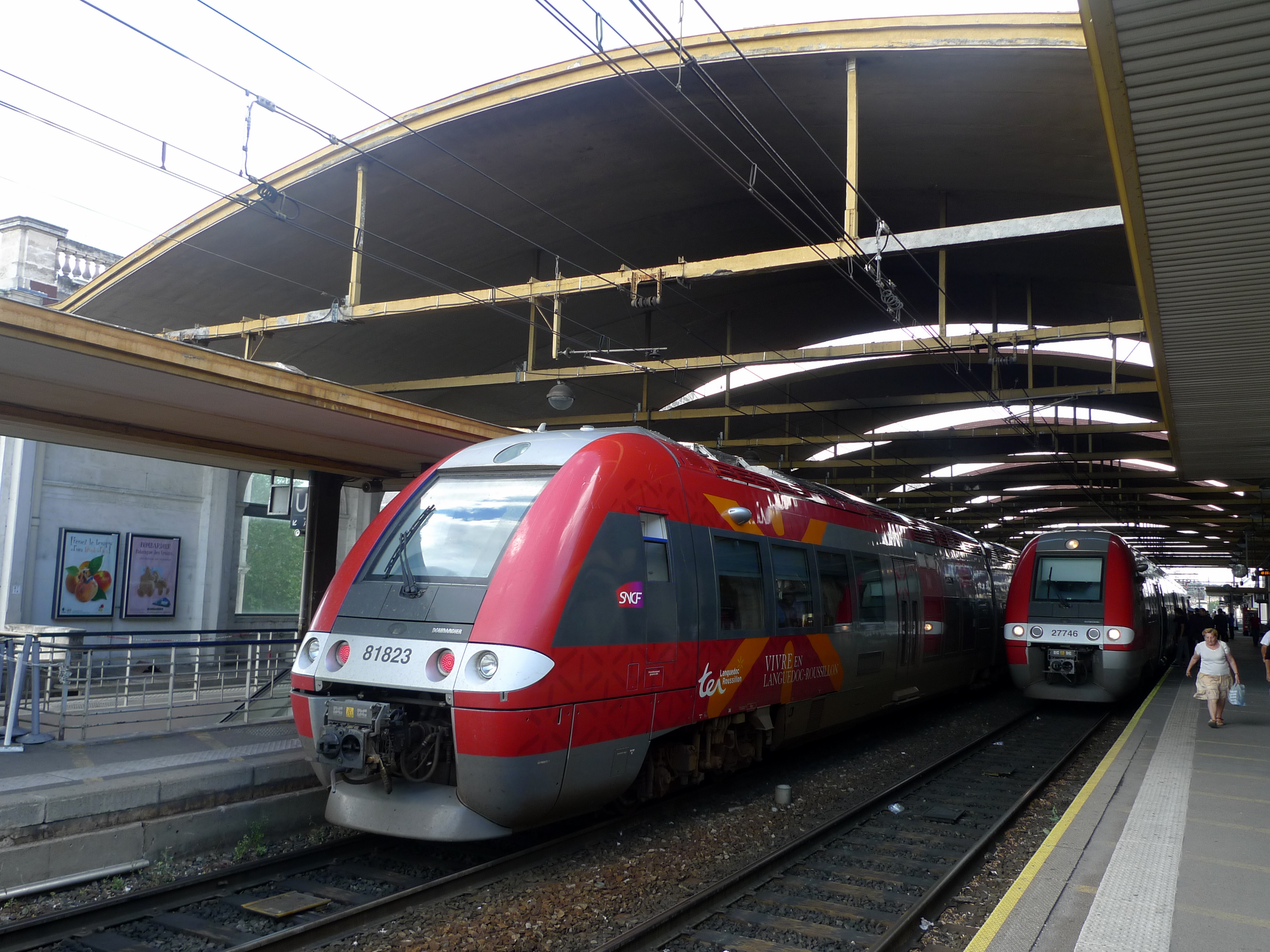
La B 81823/824 en gare de Nîmes.

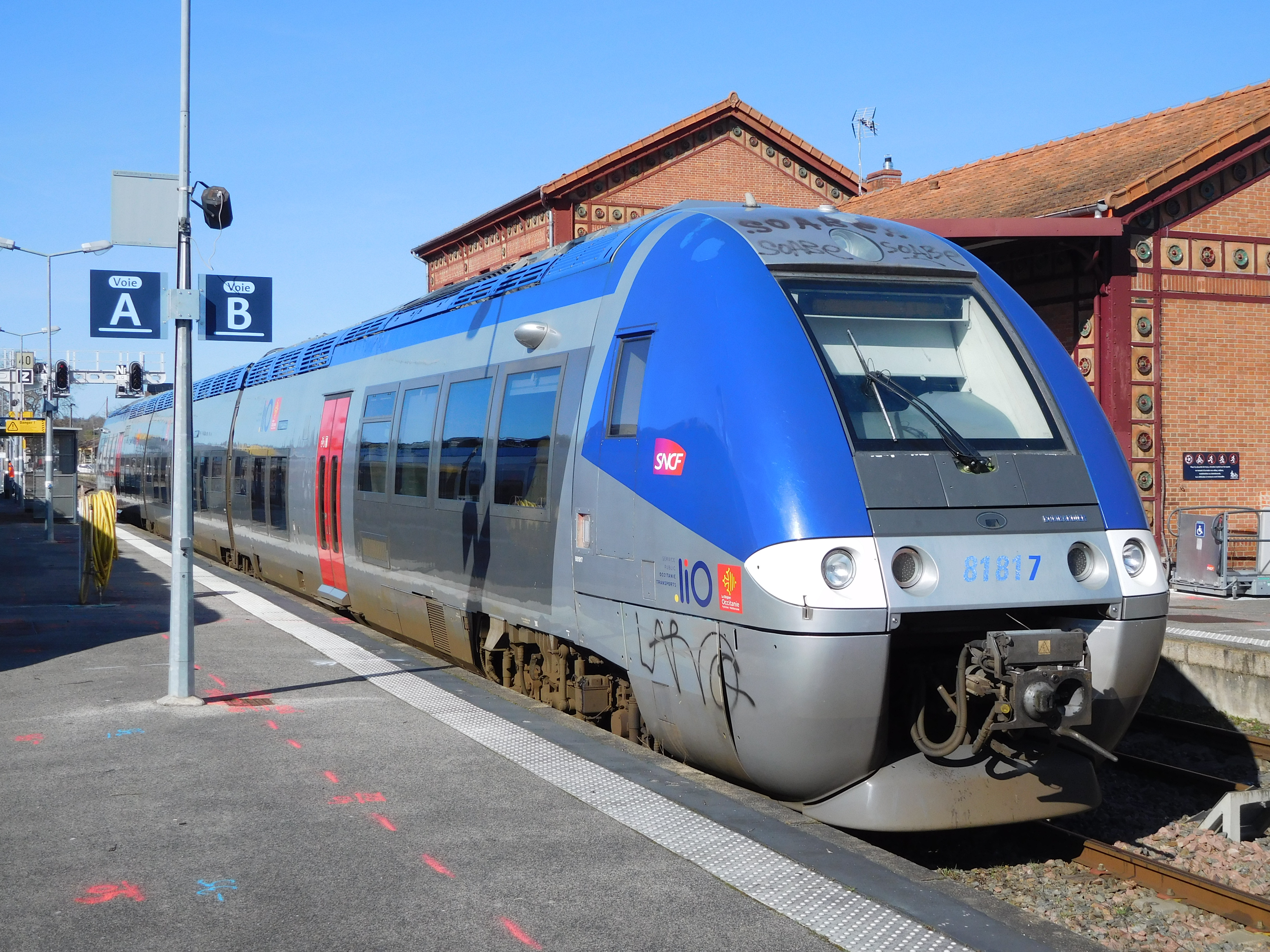
La B 81817/818 en livrée provisoire LiO en gare de Carmaux.

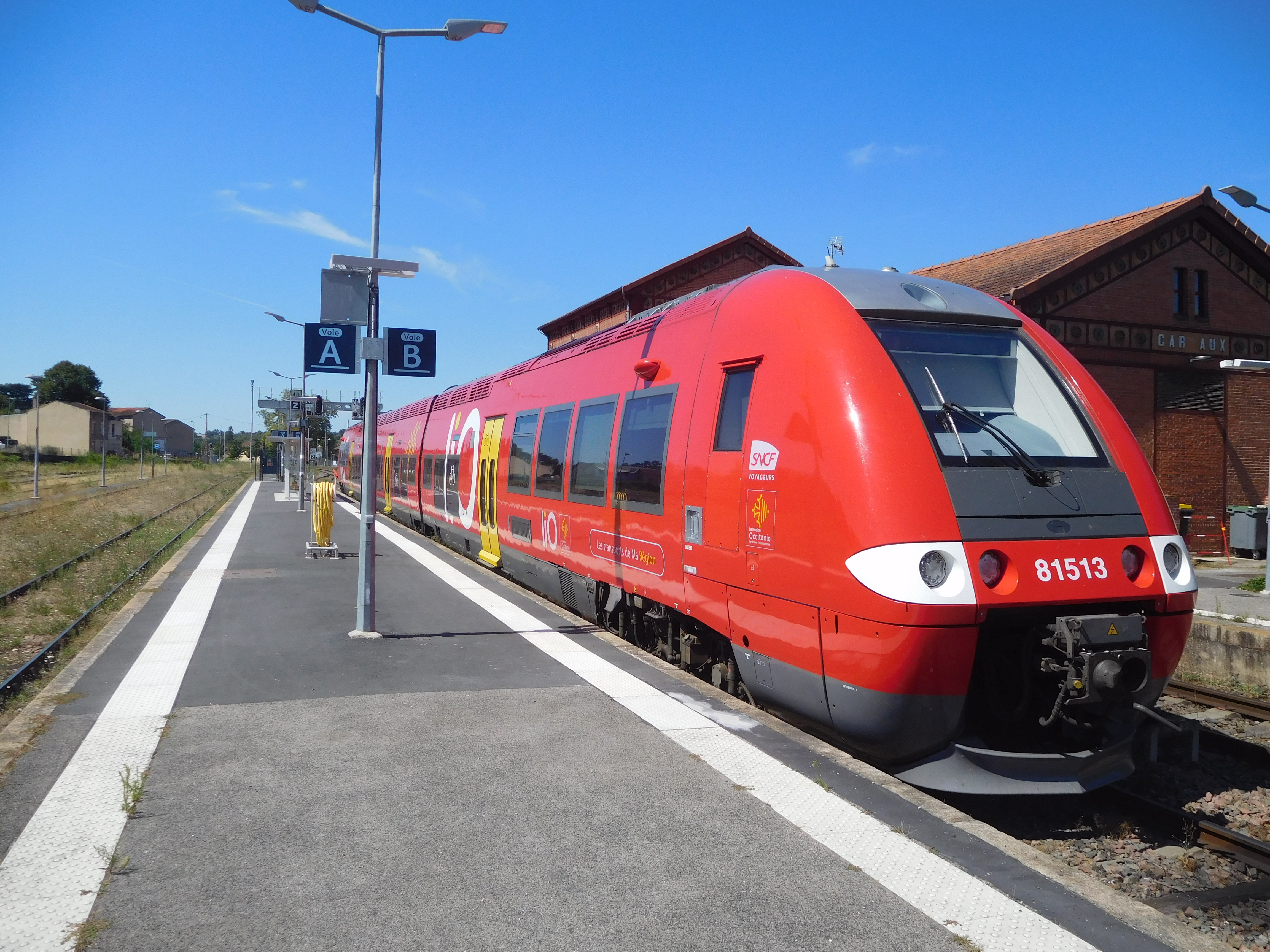
La B 81513/514 en livrée LiO après opération mi-vie en gare de Carmaux.

| Rames       | Caisses | Mise en service    | Radiation | Livrée               | STF | Baptême/obs | Ancienne Région TER         |
| ----------- | ------- | ------------------ | --------- | -------------------- | --- | ----------- | --------------------------- |
| B 81501/502 | 3       | 6 février 2004     | –         | LiO Occitanie        | SMP | –           | ex TER Midi-Pyrénées        |
| B 81507/508 | 3       | 3 août 2004        | –         | LiO Occitanie        | SMP | –           | ex TER Midi-Pyrénées        |
| B 81511/512 | 3       | 1er septembre 2004 | –         | LiO Occitanie        | SLR | –           | ex TER Languedoc-Roussillon |
| B 81513/514 | 3       | 9 décembre 2004    | –         | LiO Occitanie        | SMP | –           | ex TER Midi-Pyrénées        |
| B 81523/524 | 3       | 9 décembre 2004    | –         | LiO Occitanie        | SMP | –           | ex TER Midi-Pyrénées        |
| B 81525/526 | 3       | 3 janvier 2005     | –         | Languedoc-Roussillon | SLR | –           | ex TER Languedoc-Roussillon |
| B 81531/532 | 3       | 15 février 2005    | –         | TER                  | SMP | –           | ex TER Midi-Pyrénées        |
| B 81533/534 | 3       | 23 février 2005    | –         | Languedoc-Roussillon | SLR | –           | ex TER Languedoc-Roussillon |
| B 81541/542 | 3       | 1er avril 2005     | –         | TER                  | SMP | –           | ex TER Midi-Pyrénées        |
| B 81545/546 | 3       | 11 mai 2005        | –         | Languedoc-Roussillon | SLR | –           | ex TER Languedoc-Roussillon |
| B 81549/550 | 3       | 31 mai 2005        | –         | TER                  | SMP | –           | ex TER Midi-Pyrénées        |
| B 81791/792 | 3       | 28 janvier 2010    | –         | LiO Occitanie        | SMP | –           | ex TER Midi-Pyrénées        |
| B 81801/802 | 4       | 22 décembre 2008   | –         | Languedoc-Roussillon | SLR | –           | ex TER Languedoc-Roussillon |
| B 81807/808 | 3       | 28 janvier 2010    | –         | LiO Occitanie        | SMP | –           | ex TER Midi-Pyrénées        |
| B 81811/812 | 4       | 22 décembre 2008   | –         | Languedoc-Roussillon | SLR | –           | ex TER Languedoc-Roussillon |
| B 81813/814 | 4       | 12 janvier 2009    | –         | Languedoc-Roussillon | SLR | –           | ex TER Languedoc-Roussillon |
| B 81817/818 | 3       | 31 mars 2010       | –         | TER                  | SMP | –           | ex TER Midi-Pyrénées        |
| B 81819/820 | 3       | 1er avril 2010     | –         | LiO Occitanie        | SMP | –           | ex TER Midi-Pyrénées        |
| B 81821/822 | 4       | 26 janvier 2009    | –         | Languedoc-Roussillon | SLR | –           | ex TER Languedoc-Roussillon |
| B 81823/824 | 4       | 6 février 2009     | –         | Languedoc-Roussillon | SLR | –           | ex TER Languedoc-Roussillon |
| B 81847/848 | 3       | 31 mars 2010       | –         | LiO Occitanie        | SMP | –           | ex TER Midi-Pyrénées        |
| B 81849/850 | 3       | 6 juin 2010        | –         | TER                  | SMP | –           | ex TER Midi-Pyrénées        |
| B 81851/852 | 3       | 5 juillet 2010     | –         | LiO Occitanie        | SMP | –           | ex TER Midi-Pyrénées        |
| B 81853/854 | 3       | 26 août 2010       | –         | LiO Occitanie        | SMP | –           | ex TER Midi-Pyrénées        |
| B 81855/856 | 3       | 8 septembre 2010   | –         | LiO Occitanie        | SMP | –           | ex TER Midi-Pyrénées        |
| B 81857/858 | 3       | 24 septembre 2010  | –         | LiO Occitanie        | SMP | –           | ex TER Midi-Pyrénées        |
| B 81859/860 | 3       | 24 novembre 2010   | –         | LiO Occitanie        | SMP | –           | ex TER Midi-Pyrénées        |

#### B 83500

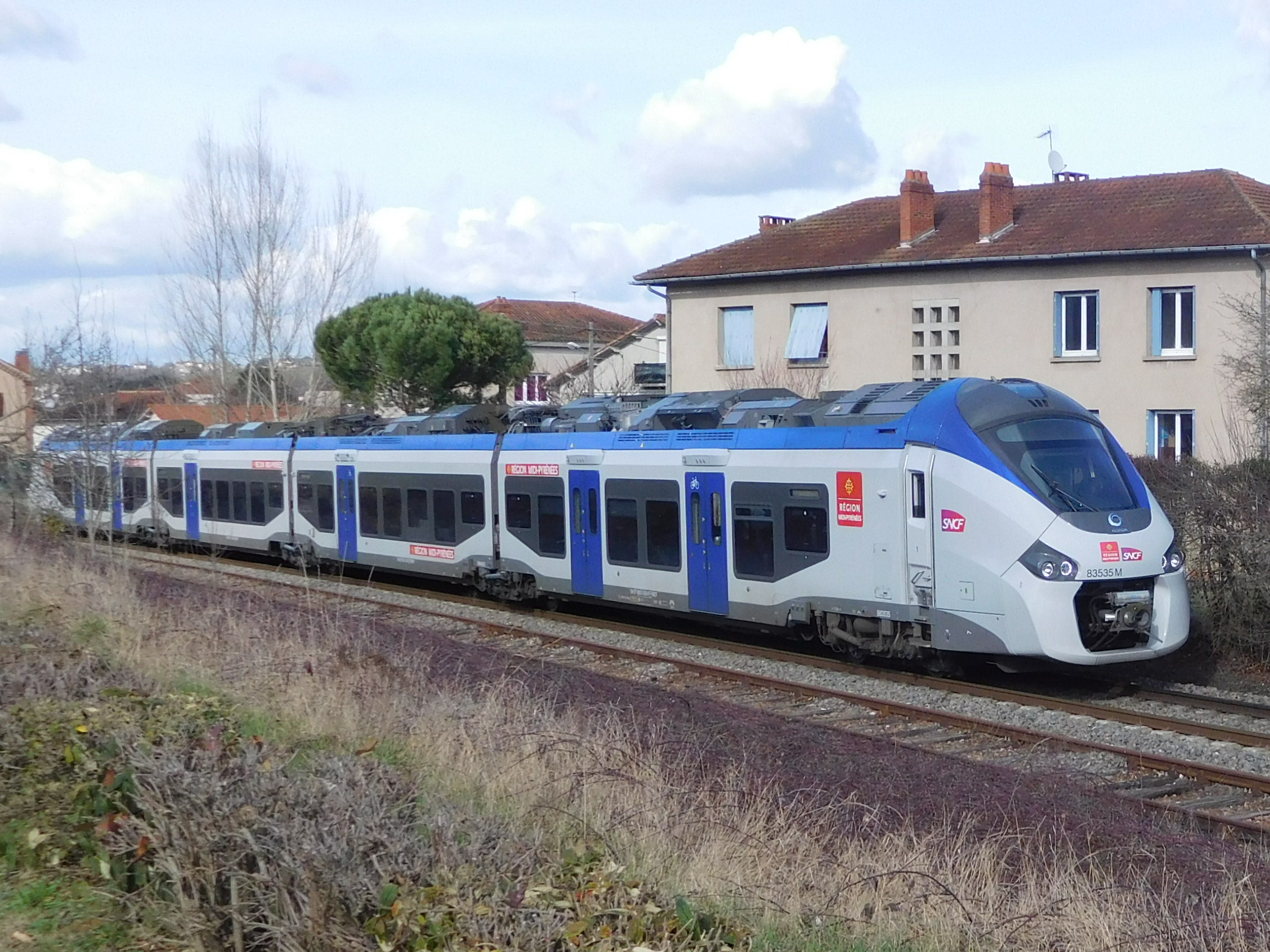
La B 83535/536 quitte la gare de Carmaux.

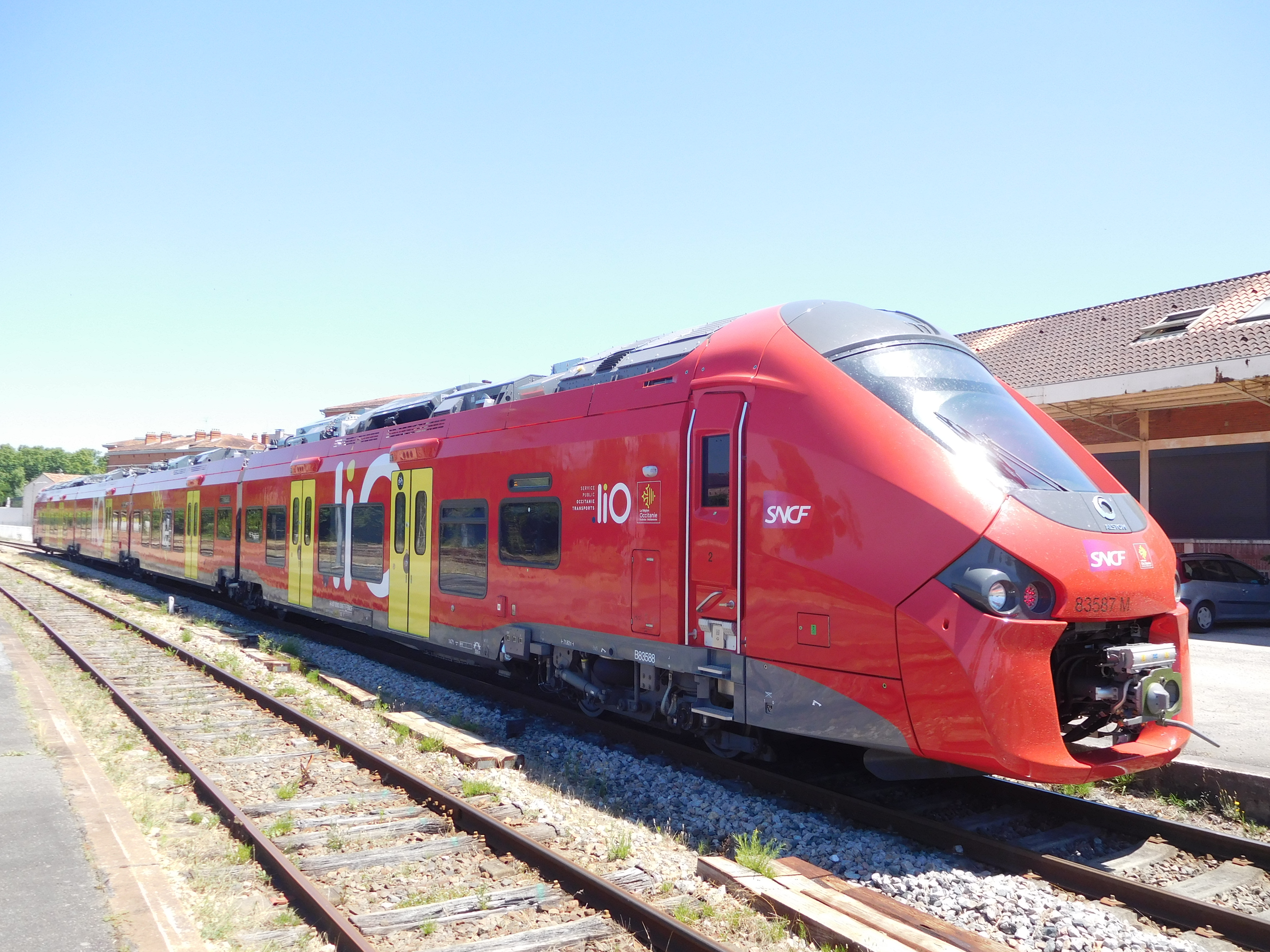
B 83587/588 aux nouvelles couleurs LiO quittant la gare d'Albi-Ville.

| Rames       | Identif. | Mise en service    | Radiation | Livrée            | STF | Baptême/obs           | Ancienne Région TER  |
| ----------- | -------- | ------------------ | --------- | ----------------- | --- | --------------------- | -------------------- |
| B 83517/518 | 83517 M  | 9 août 2016        | –         | LiO Occitanie (p) | SOC | –                     | ex TER Midi-Pyrénées |
| B 83519/520 | 83519 M  | 29 juillet 2014    | –         | LiO Occitanie (p) | SOC | Premier Train Hybride | ex TER Midi-Pyrénées |
| B 83521/522 | 83521 M  | 10 juin 2014       | –         | LiO Occitanie (p) | SOC | –                     | ex TER Midi-Pyrénées |
| B 83523/524 | 83523 M  | 16 juin 2014       | –         | LiO Occitanie (p) | SOC | –                     | ex TER Midi-Pyrénées |
| B 83525/526 | 83525 M  | 21 juillet 2014    | –         | LiO Occitanie (p) | SOC | –                     | ex TER Midi-Pyrénées |
| B 83527/528 | 83527 M  | 1er septembre 2014 | –         | LiO Occitanie (p) | SOC | –                     | ex TER Midi-Pyrénées |
| B 83529/530 | 83529 M  | 6 octobre 2014     | –         | LiO Occitanie (p) | SOC | –                     | ex TER Midi-Pyrénées |
| B 83531/532 | 83531 M  | 26 janvier 2015    | –         | LiO Occitanie (p) | SOC | –                     | ex TER Midi-Pyrénées |
| B 83533/534 | 83533 M  | 27 mars 2015       | –         | LiO Occitanie (p) | SOC | –                     | ex TER Midi-Pyrénées |
| B 83535/536 | 83535 M  | 8 juin 2015        | –         | LiO Occitanie (p) | SOC | –                     | ex TER Midi-Pyrénées |
| B 83537/538 | 83537 M  | 8 juin 2015        | –         | LiO Occitanie (p) | SOC | –                     | ex TER Midi-Pyrénées |
| B 83539/540 | 83539 M  | 1er septembre 2015 | –         | LiO Occitanie (p) | SOC | –                     | ex TER Midi-Pyrénées |
| B 83541/542 | 83541 M  | 15 septembre 2015  | –         | LiO Occitanie (p) | SOC | –                     | ex TER Midi-Pyrénées |
| B 83543/544 | 83543 M  | 10 novembre 2015   | –         | LiO Occitanie (p) | SOC | –                     | ex TER Midi-Pyrénées |
| B 83545/546 | 83545 M  | 16 mars 2016       | –         | LiO Occitanie (p) | SOC | –                     | ex TER Midi-Pyrénées |
| B 83579/580 | 83579 M  | 11 janvier 2018    | –         | LiO Occitanie (p) | SOC | –                     | ex TER Midi-Pyrénées |
| B 83581/582 | 83581 M  | 1er février 2018   | –         | LiO Occitanie (p) | SOC | –                     | ex TER Midi-Pyrénées |
| B 83583/584 | 83583 M  | 26 janvier 2018    | –         | LiO Occitanie (p) | SOC | –                     | ex TER Midi-Pyrénées |
| B 83587/588 | 83587 M  | 19 mai 2020        | –         | LiO Occitanie     | SOC | –                     | -                    |
| B 83589/590 | 83589 M  | 8 juin 2020        | –         | LiO Occitanie     | SOC | –                     | -                    |
| B 83591/592 | 83591 M  | 19 juin 2020       | –         | LiO Occitanie     | SOC | –                     | -                    |
| B 83593/594 | 83593 M  | 26 juin 2020       | –         | LiO Occitanie     | SOC | –                     | -                    |
| B 83595/596 | 83595 M  | 7 juillet 2020     | –         | LiO Occitanie     | SOC | –                     | -                    |
| B 83597/598 | 83597 M  | 7 juillet 2020     | –         | LiO Occitanie     | SOC | –                     | -                    |
| B 83599/600 | 83599 M  | 28 juillet 2020    | –         | LiO Occitanie     | SOC | –                     | -                    |

#### B 84500

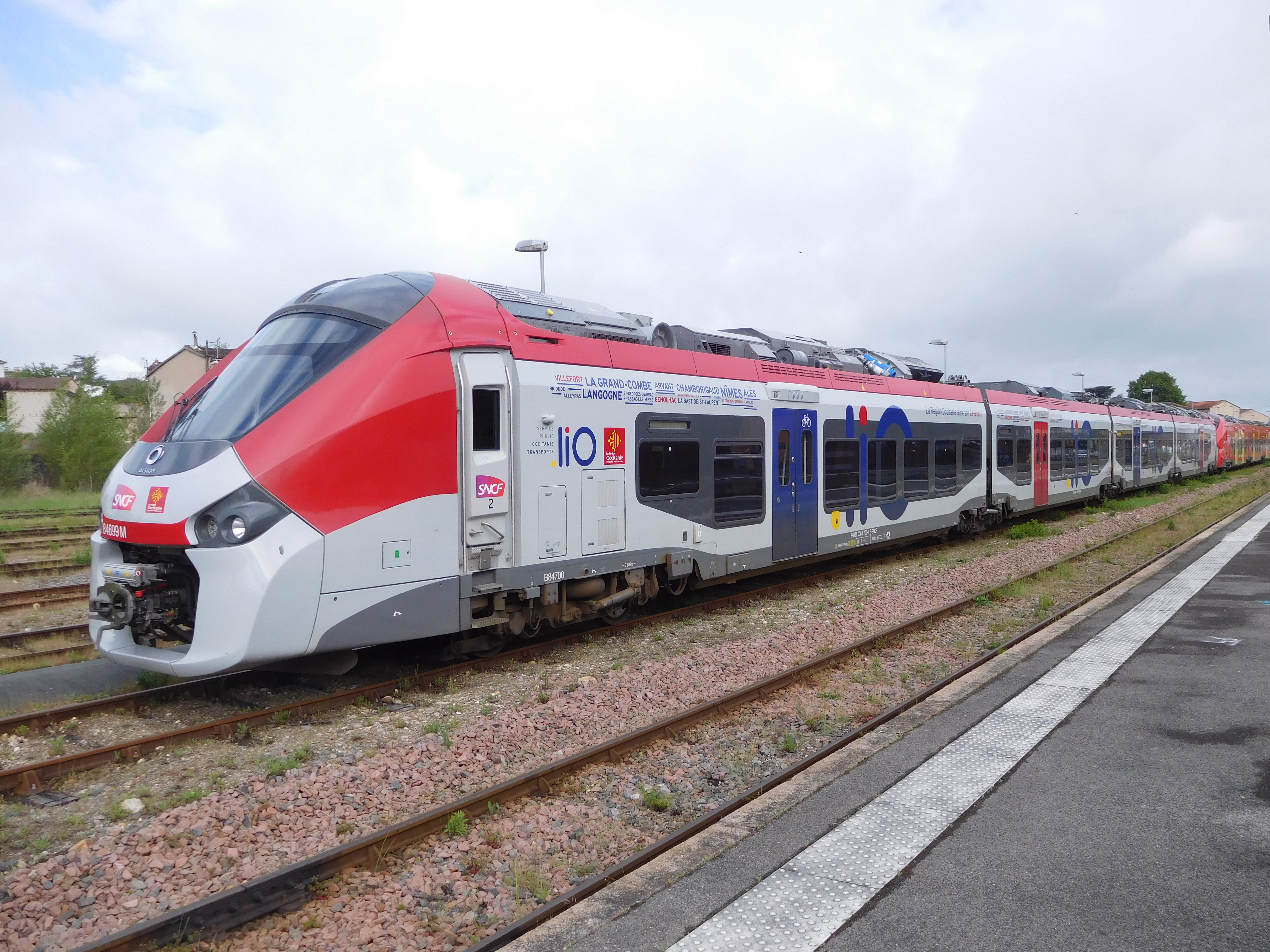
La B 84699/700 en gare de Carmaux.

| Rames       | Identif. | Mise en service  | Radiation | Livrée                      | STF | Baptême/obs | Ancienne Région TER |
| ----------- | -------- | ---------------- | --------- | --------------------------- | --- | ----------- | ------------------- |
| B 84695/96  | 84695 M  | 25 juillet 2019  | –         | LiO Occitanie (p - Cévenol) | SOC | –           | ex Intercités       |
| B 84697/98  | 84697 M  | 29 novembre 2019 | –         | LiO Occitanie (p - Cévenol) | SOC | –           | ex Intercités       |
| B 84699/700 | 84699 M  | 11 décembre 2019 | –         | LiO Occitanie (p - Cévenol) | SOC | –           | ex Intercités       |

### Automoteurs

#### X 73500

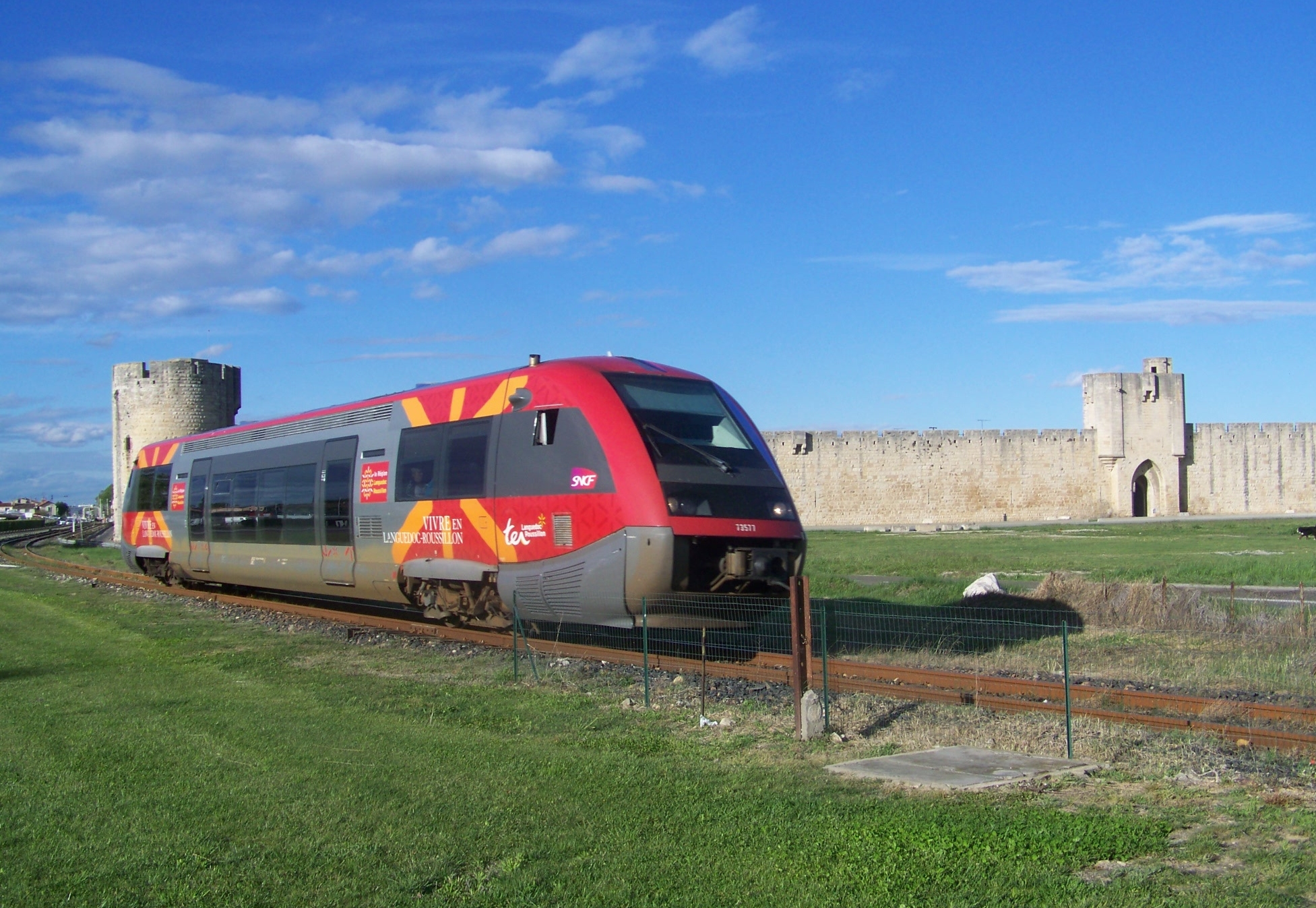
Le X 73577 à Aigues-Mortes.

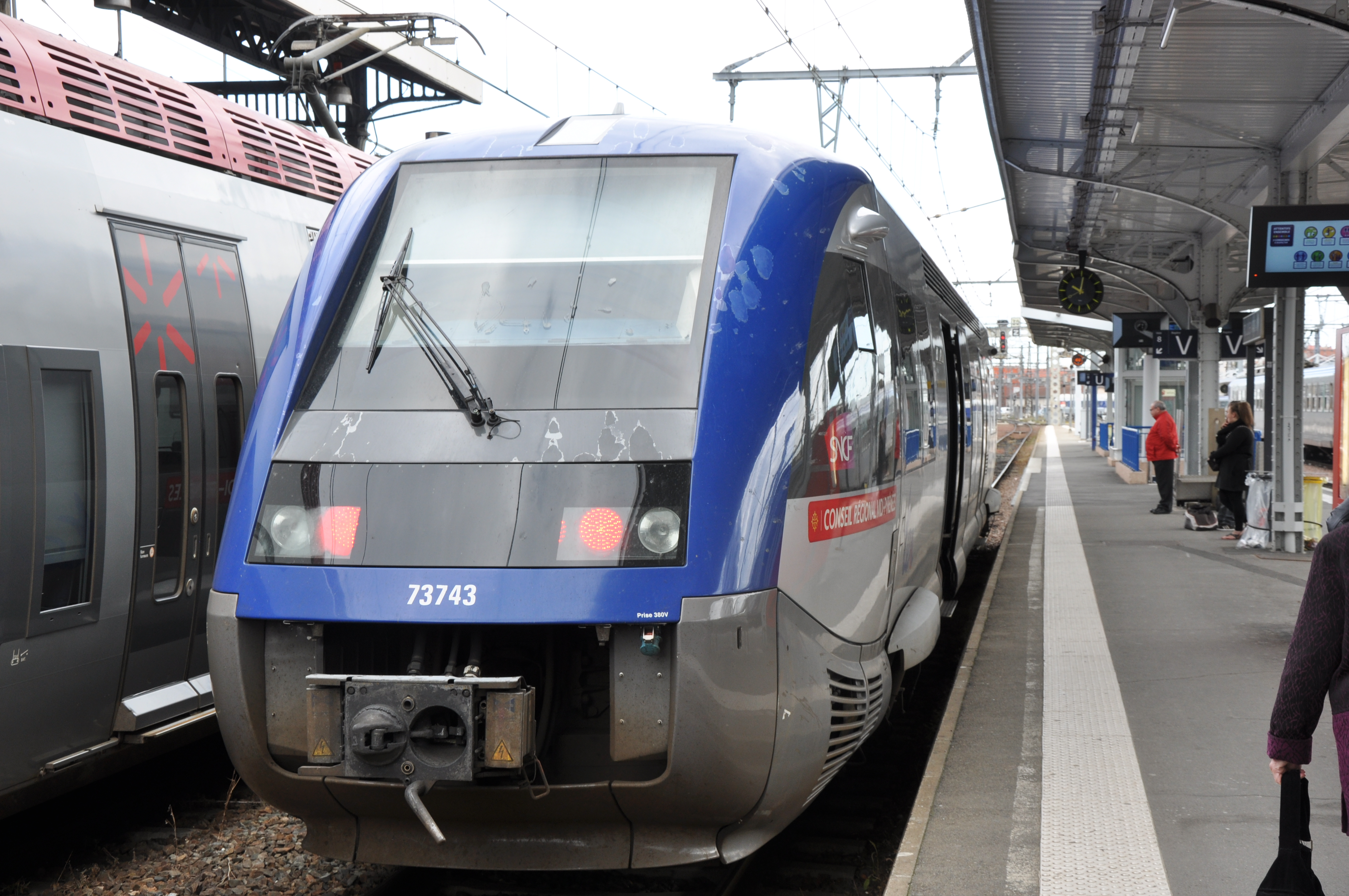
Le X 73743 en gare de Toulouse-Matabiau.

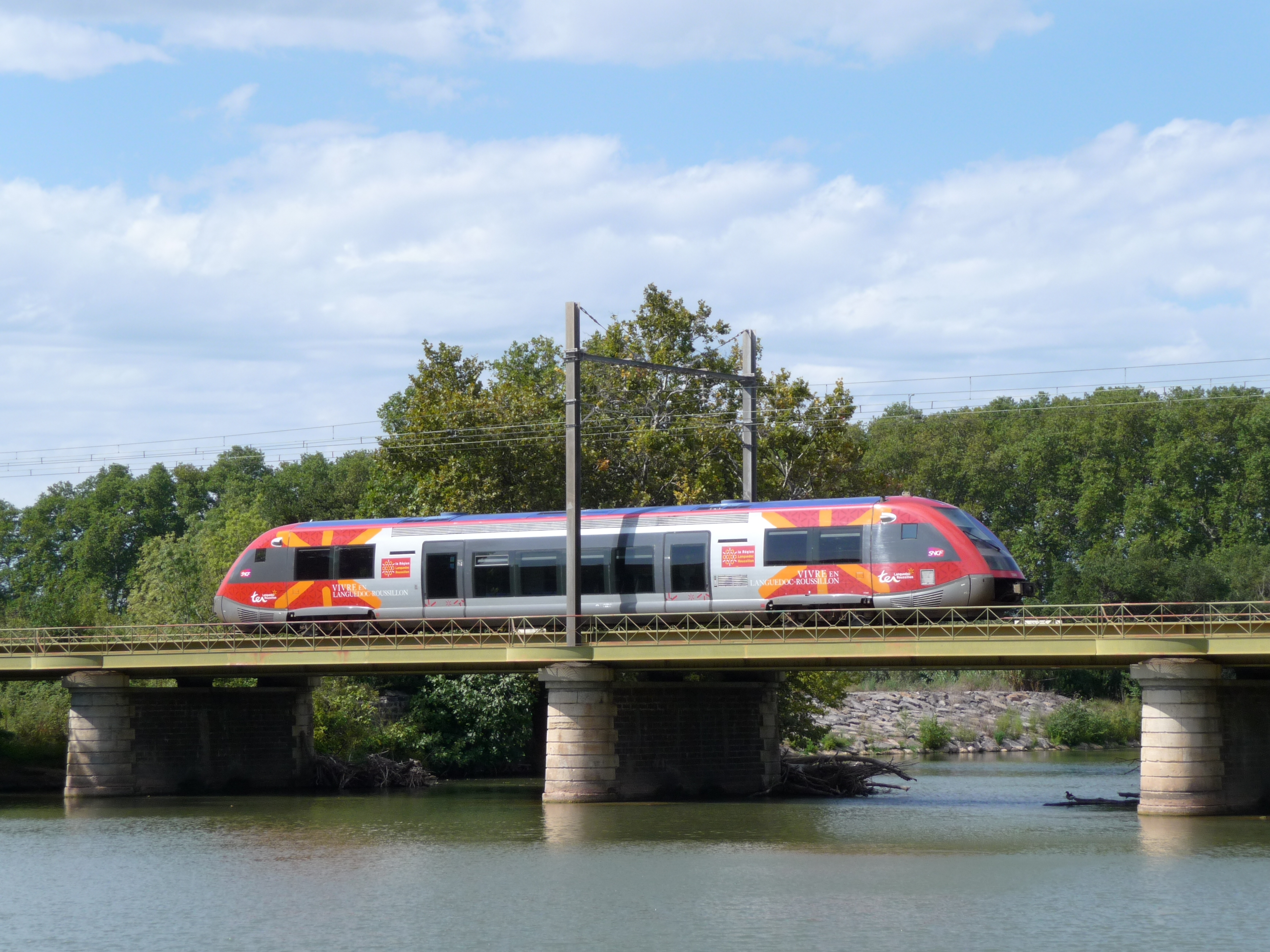
Un X 73500 franchissant l'Hérault à Agde.

| Rames   | Mise en service   | Radiation | Livrée               | STF | Baptême/obs | Ancienne Région TER         |
| ------- | ----------------- | --------- | -------------------- | --- | ----------- | --------------------------- |
| X 73506 | 18 janvier 2000   | –         | Languedoc-Roussillon | SLR | –           | ex TER Languedoc-Roussillon |
| X 73523 | 2 février 2000    | –         | TER                  | SMP | –           | ex TER Midi-Pyrénées        |
| X 73543 | 10 juillet 2000   | –         | Languedoc-Roussillon | SLR | –           | ex TER Languedoc-Roussillon |
| X 73544 | 20 juin 2000      | –         | TER                  | SLR | –           | ex TER Languedoc-Roussillon |
| X 73550 | 6 juillet 2000    | –         | TER                  | SLR | –           | ex TER Languedoc-Roussillon |
| X 73562 | 8 décembre 2000   | –         | Languedoc-Roussillon | SLR | –           | ex TER Languedoc-Roussillon |
| X 73570 | 6 février 2001    | –         | Languedoc-Roussillon | SLR | –           | ex TER Languedoc-Roussillon |
| X 73576 | 26 février 2001   | –         | TER                  | SMP | –           | ex TER Midi-Pyrénées        |
| X 73577 | 26 février 2001   | –         | Languedoc-Roussillon | SLR | –           | ex TER Languedoc-Roussillon |
| X 73582 | 19 mars 2001      | –         | Languedoc-Roussillon | SLR | –           | ex TER Languedoc-Roussillon |
| X 73587 | 1er mars 2001     | –         | Languedoc-Roussillon | SLR | –           | ex TER Languedoc-Roussillon |
| X 73591 | 30 avril 2001     | –         | TER                  | SMP | –           | ex TER Midi-Pyrénées        |
| X 73594 | 11 septembre 2001 | –         | TER                  | SMP | –           | ex TER Midi-Pyrénées        |
| X 73614 | 2 octobre 2001    | –         | TER                  | SMP | –           | ex TER Midi-Pyrénées        |
| X 73615 | 3 octobre 2001    | –         | TER                  | SMP | –           | ex TER Midi-Pyrénées        |
| X 73626 | 17 octobre 2001   | –         | TER                  | SMP | –           | ex TER Midi-Pyrénées        |
| X 73627 | 12 octobre 2001   | –         | TER                  | SMP | –           | ex TER Midi-Pyrénées        |
| X 73631 | 24 octobre 2001   | –         | TER                  | SMP | –           | ex TER Midi-Pyrénées        |
| X 73632 | 13 décembre 2001  | –         | TER                  | SMP | –           | ex TER Midi-Pyrénées        |
| X 73633 | 6 novembre 2001   | –         | LiO Occitanie        | SMP | –           | ex TER Midi-Pyrénées        |
| X 73718 | 16 octobre 2002   | –         | TER                  | SMP | –           | ex TER Midi-Pyrénées        |
| X 73724 | 7 novembre 2002   | –         | TER                  | SMP | –           | ex TER Midi-Pyrénées        |
| X 73725 | 8 novembre 2002   | –         | TER                  | SMP | –           | ex TER Midi-Pyrénées        |
| X 73726 | 26 novembre 2002  | –         | TER                  | SMP | –           | ex TER Midi-Pyrénées        |
| X 73727 | 9 décembre 2002   | –         | TER                  | SMP | –           | ex TER Midi-Pyrénées        |
| X 73734 | 17 janvier 2003   | –         | TER                  | SMP | –           | ex TER Midi-Pyrénées        |
| X 73735 | 27 janvier 2003   | –         | TER                  | SMP | –           | ex TER Midi-Pyrénées        |
| X 73736 | 10 février 2003   | –         | TER                  | SMP | –           | ex TER Midi-Pyrénées        |
| X 73737 | 28 janvier 2003   | –         | TER                  | SMP | –           | ex TER Midi-Pyrénées        |
| X 73738 | 29 janvier 2003   | –         | TER                  | SMP | –           | ex TER Midi-Pyrénées        |
| X 73739 | 31 janvier 2003   | –         | TER                  | SMP | –           | ex TER Midi-Pyrénées        |
| X 73740 | 11 février 2003   | –         | TER                  | SMP | –           | ex TER Midi-Pyrénées        |
| X 73741 | 30 janvier 2003   | –         | TER                  | SMP | –           | ex TER Midi-Pyrénées        |
| X 73742 | 12 février 2003   | –         | TER                  | SMP | –           | ex TER Midi-Pyrénées        |
| X 73743 | 1er mars 2003     | –         | TER                  | SMP | –           | ex TER Midi-Pyrénées        |
| X 73762 | 7 mai 2003        | –         | TER                  | SMP | –           | ex TER Midi-Pyrénées        |
| X 73803 | 10 avril 2004     | –         | Languedoc-Roussillon | SLR | –           | ex TER Languedoc-Roussillon |
| X 73805 | 30 mars 2004      | –         | Languedoc-Roussillon | SLR | –           | ex TER Languedoc-Roussillon |

### Automotrices

#### Z 100

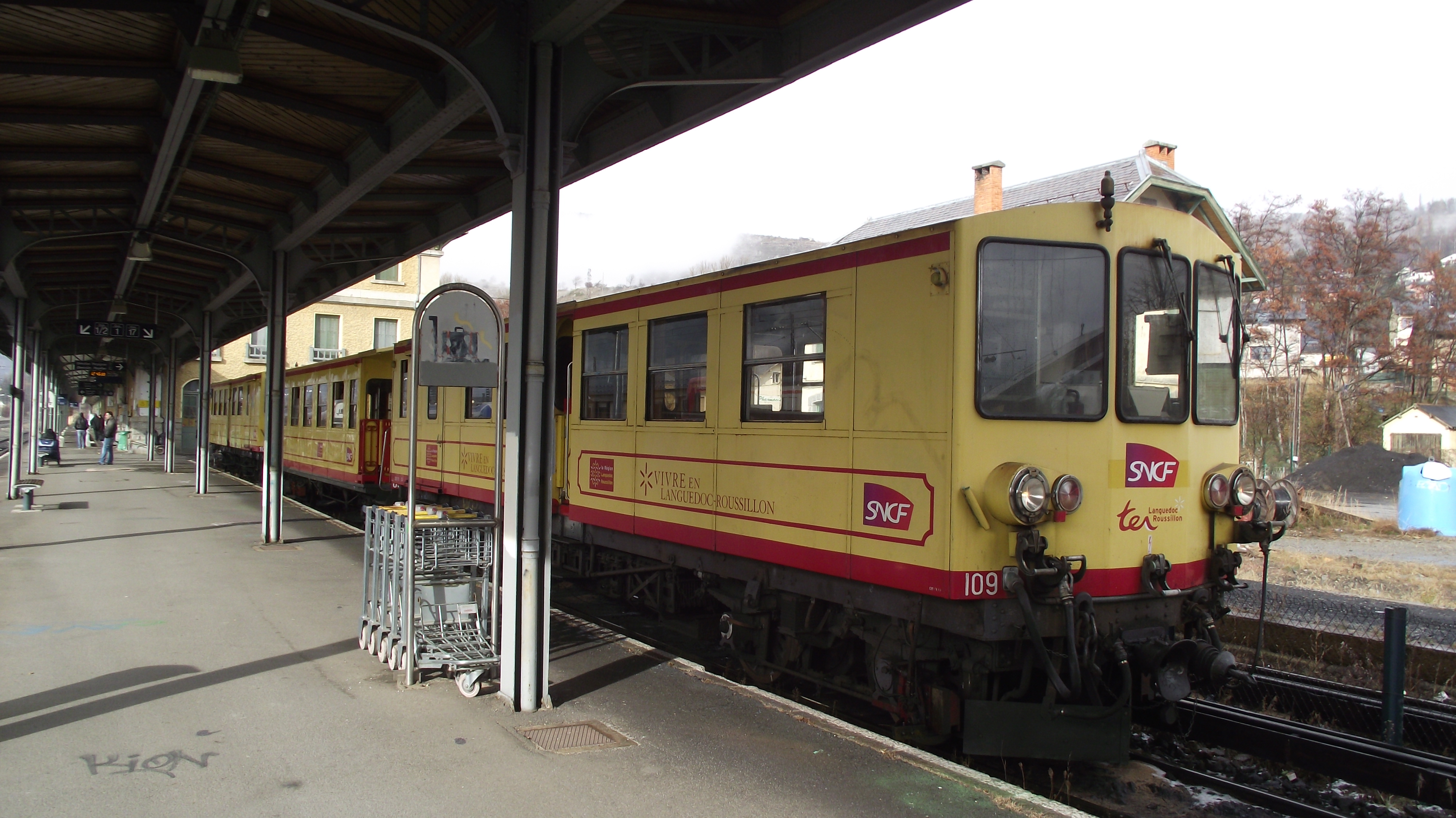
La Z 109 en attente gare de Latour-de-Carol - Enveitg.

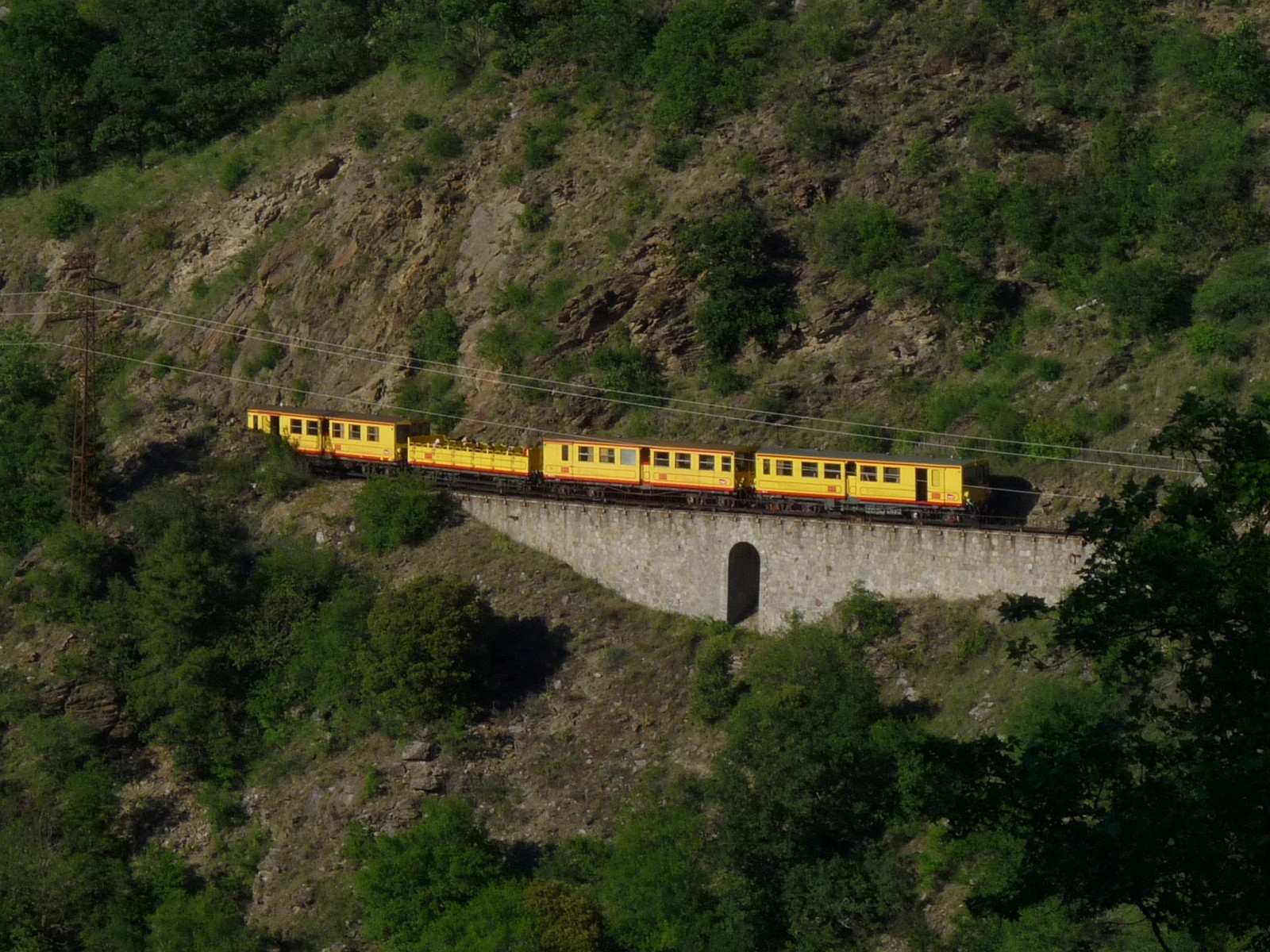
Le Train jaune vu de la route de Canaveilles.

| Rames | Mise en service   | Radiation | Livrée | STF | Baptême/obs | Ancienne Région TER         |
| ----- | ----------------- | --------- | ------ | --- | ----------- | --------------------------- |
| Z 102 | 1er juillet 1912  | –         | Jaune  | SLR | –           | ex TER Languedoc-Roussillon |
| Z 104 | 1er janvier 1912  | –         | Jaune  | SLR | –           | ex TER Languedoc-Roussillon |
| Z 105 | Ex remorque no 14 | –         | Jaune  | SLR | –           | ex TER Languedoc-Roussillon |
| Z 106 | 1er janvier 1912  | –         | Jaune  | SLR | –           | ex TER Languedoc-Roussillon |
| Z 107 | 1er janvier 1912  | –         | Jaune  | SLR | –           | ex TER Languedoc-Roussillon |
| Z 108 | 1er janvier 1912  | –         | Jaune  | SLR | –           | ex TER Languedoc-Roussillon |
| Z 109 | 1er janvier 1912  | –         | Jaune  | SLR | –           | ex TER Languedoc-Roussillon |
| Z 111 | 1912              | –         | Jaune  | SLR | –           | ex TER Languedoc-Roussillon |
| Z 113 | 1912              | –         | Jaune  | SLR | –           | ex TER Languedoc-Roussillon |
| Z 115 | 1912              | –         | Jaune  | SLR | –           | ex TER Languedoc-Roussillon |
| Z 116 | 1912              | –         | Jaune  | SLR | –           | ex TER Languedoc-Roussillon |
| Z 117 | 1912              | –         | Jaune  | SLR | –           | ex TER Languedoc-Roussillon |
| Z 118 | 1912              | –         | Jaune  | SLR | –           | ex TER Languedoc-Roussillon |

#### Z 150

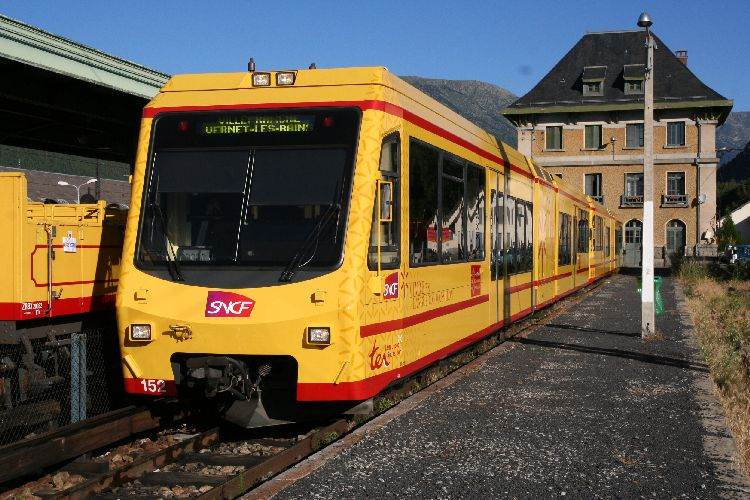
La Z 152 en attente gare de Latour-de-Carol - Enveitg.

| Rames | Mise en service | Radiation | Livrée | STF | Baptême/obs | Ancienne Région TER         |
| ----- | --------------- | --------- | ------ | --- | ----------- | --------------------------- |
| Z 151 | 28 juin 2004    | –         | Jaune  | SLR | –           | ex TER Languedoc-Roussillon |
| Z 152 | 28 juin 2004    | –         | Jaune  | SLR | –           | ex TER Languedoc-Roussillon |

#### Z 7300

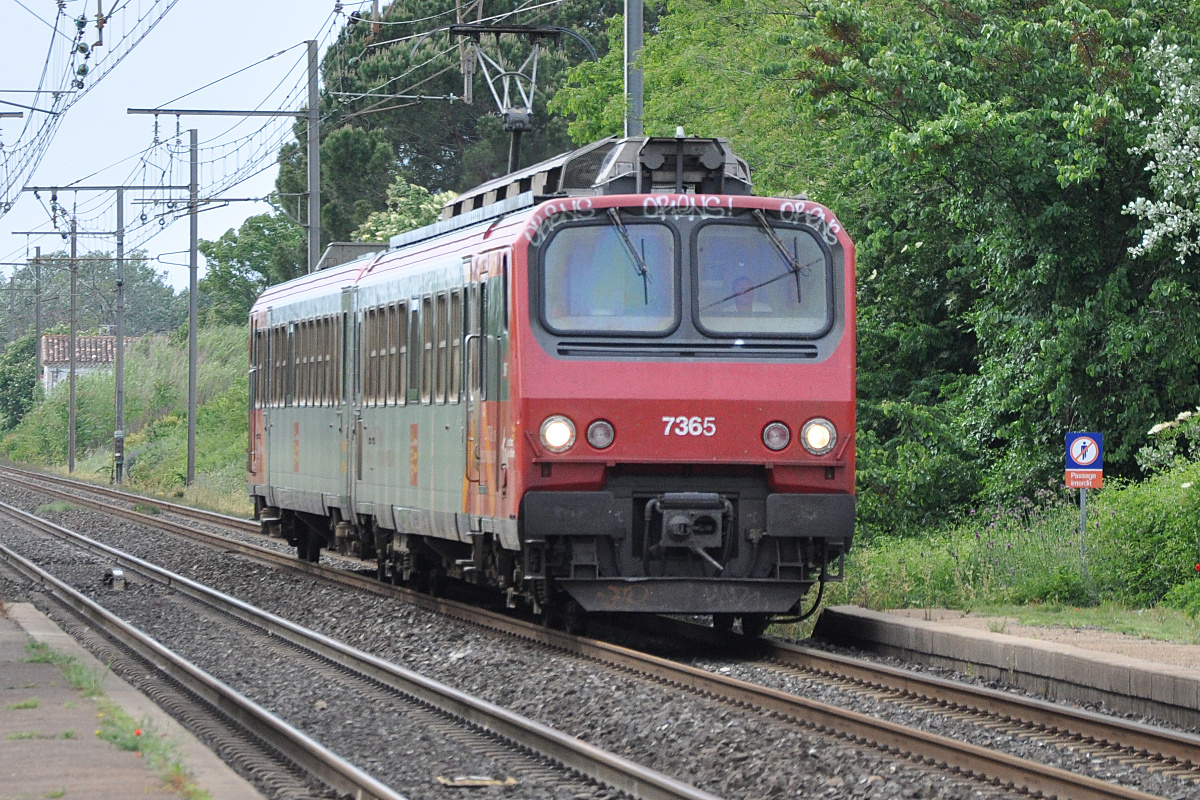
La Z 7365 arrive en gare de Manduel - Redessan.

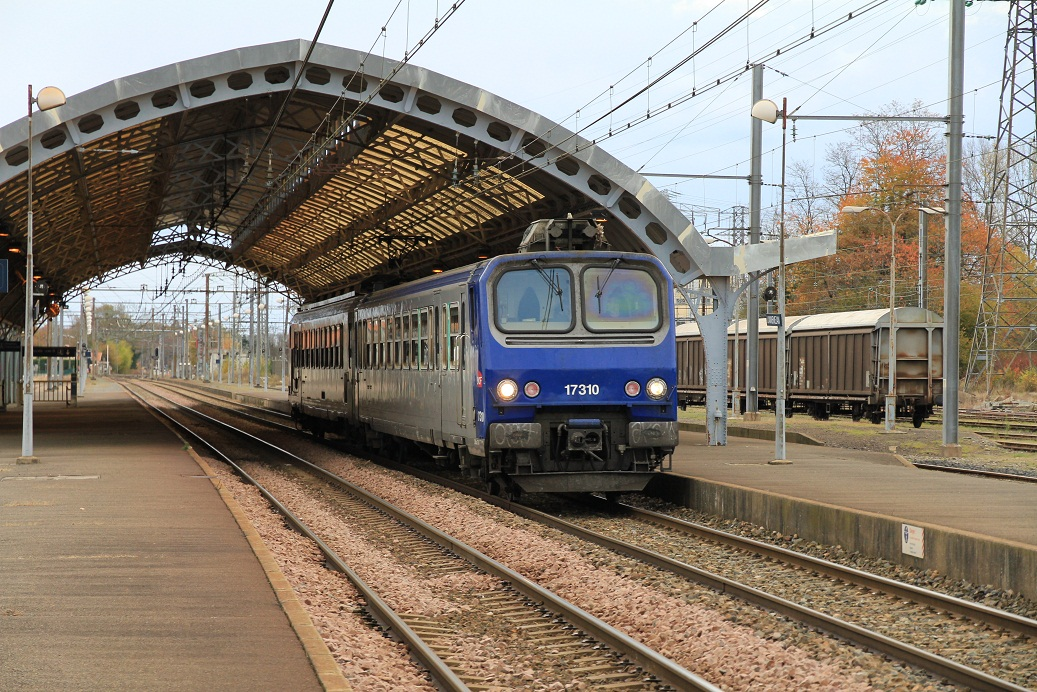
La Z 7310 arrive en gare de Lannemezan.

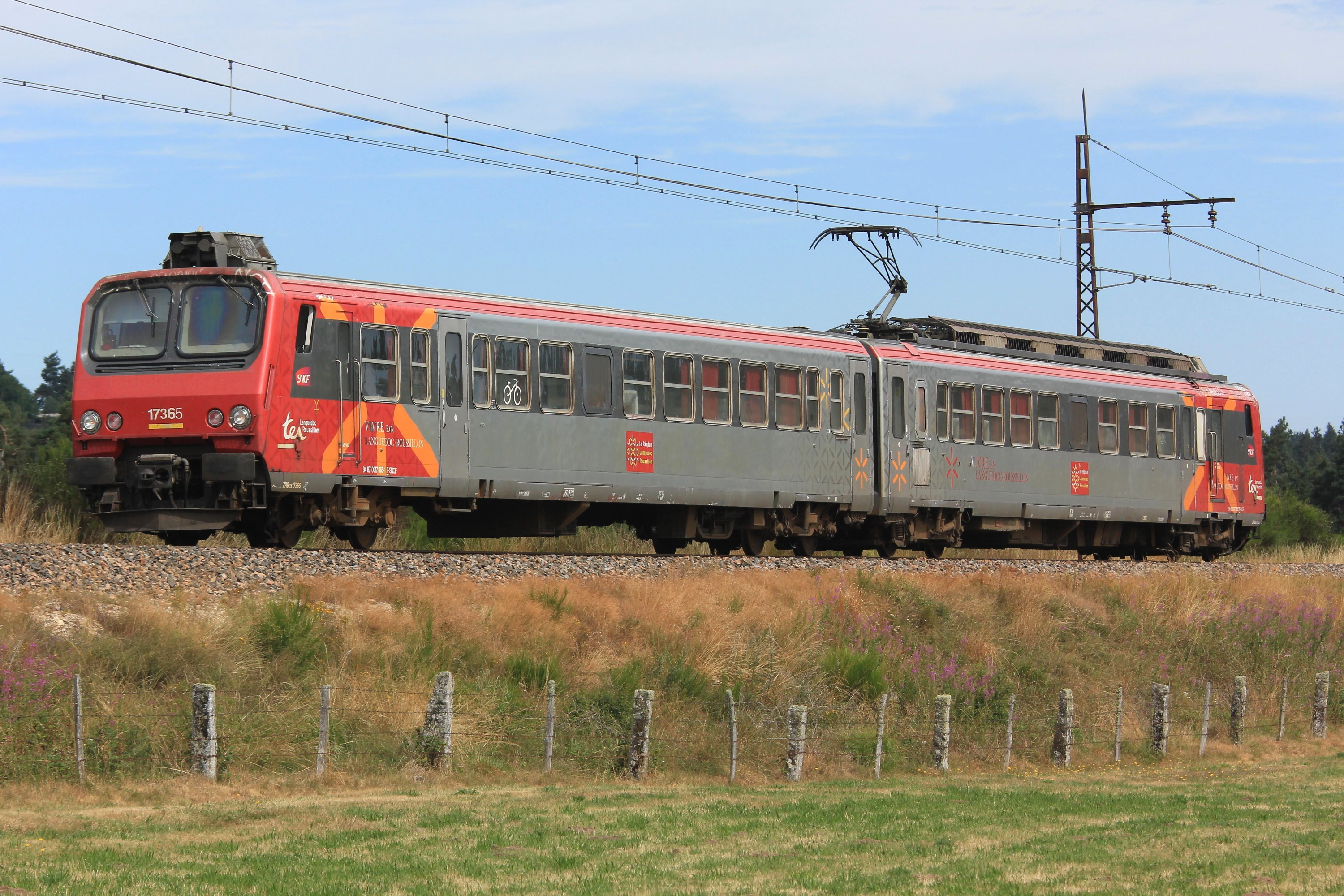
Un Z 7365 traverse la commune de Les Bessons.

| Rames   | Mise en service   | Radiation        | Livrée                   | STF | Baptême/obs    | Ancienne Région TER         |
| ------- | ----------------- | ---------------- | ------------------------ | --- | -------------- | --------------------------- |
| Z 7305  | 27 octobre 1980   | 10 décembre 2020 | TER                      | SOC | –              | ex TER Midi-Pyrénées        |
| Z 7306  | 27 décembre 1980  | 19 juin 2020     | TER                      | SOC | –              | ex TER Midi-Pyrénées        |
| Z 7307  | 12 janvier 1981   | 24 juillet 2020  | TER                      | SOC | –              | ex TER Midi-Pyrénées        |
| Z 7310  | 1er avril 1981    | 26 novembre 2020 | TER                      | SOC | –              | ex TER Midi-Pyrénées        |
| Z 7314  | 13 mai 1981       | 9 novembre 2020  | TER                      | SOC | Soulac-sur-Mer | ex TER Midi-Pyrénées        |
| Z 7317  | 24 juillet 1981   | –                | TER                      | SOC | –              | ex TER Midi-Pyrénées        |
| Z 7321  | 21 octobre 1981   | 4 décembre 2019  | TER                      | SOC | Lesparre-Médoc | ex TER Midi-Pyrénées        |
| Z 7324  | 23 novembre 1981  | 14 décembre 2020 | TER                      | SOC | –              | ex TER Midi-Pyrénées        |
| Z 7327  | 15 décembre 1981  | 10 décembre 2020 | TER                      | SOC | –              | ex TER Midi-Pyrénées        |
| Z 7330  | 22 janvier 1982   | 14 décembre 2020 | TER                      | SOC | –              | ex TER Midi-Pyrénées        |
| Z 7333  | 12 mars 1982      | 28 juin 2021     | TER                      | SOC | –              | ex TER Midi-Pyrénées        |
| Z 7340  | 19 décembre 1983  | 12 décembre 2019 | TER                      | SOC | –              | ex TER Midi-Pyrénées        |
| Z 7343  | 14 février 1984   | 9 novembre 2020  | TER                      | SOC | –              | ex TER Languedoc-Roussillon |
| Z 7357  | 12 décembre 1983  | 4 décembre 2019  | TER Languedoc-Roussillon | SOC | –              | ex TER Languedoc-Roussillon |
| Z 7365  | 2 avril 1984      | 4 décembre 2019  | TER Languedoc-Roussillon | SOC | –              | ex TER Languedoc-Roussillon |
| Z 7366  | 16 avril 1984     | 4 décembre 2019  | TER Languedoc-Roussillon | SOC | –              | ex TER Languedoc-Roussillon |
| Z 7367  | 18 mai 1984       | 21 juillet 2021  | TER Languedoc-Roussillon | SOC | –              | ex TER Languedoc-Roussillon |
| Z 7368  | 30 mai 1984       | 10 décembre 2020 | TER Languedoc-Roussillon | SOC | –              | ex TER Languedoc-Roussillon |
| Z 7369  | 12 juin 1984      | 4 décembre 2019  | TER Languedoc-Roussillon | SOC | –              | ex TER Languedoc-Roussillon |
| Z 7370  | 13 juillet 1984   | 4 décembre 2019  | TER Languedoc-Roussillon | SOC | Monteux        | ex TER Languedoc-Roussillon |
| Z 7371  | 26 juillet 1984   | –                | TER Languedoc-Roussillon | SOC | –              | ex TER Languedoc-Roussillon |
| Z 7372  | 28 septembre 1984 | 8 décembre 2020  | TER Languedoc-Roussillon | SOC | –              | ex TER Languedoc-Roussillon |
| Z 97381 | 25 juillet 1983   | 4 décembre 2019  | TER                      | SOC | –              | ex TER Midi-Pyrénées        |
| Z 97382 | 28 juin 1984      | 4 décembre 2019  | TER                      | SOC | –              | ex TER Midi-Pyrénées        |
| Z 97383 | 24 septembre 1984 | 4 décembre 2019  | TER Languedoc-Roussillon | SOC | –              | ex TER Languedoc-Roussillon |
| Z 97384 | 3 décembre 1984   | 4 décembre 2019  | TER Languedoc-Roussillon | SOC | –              | ex TER Languedoc-Roussillon |

#### Z 27500

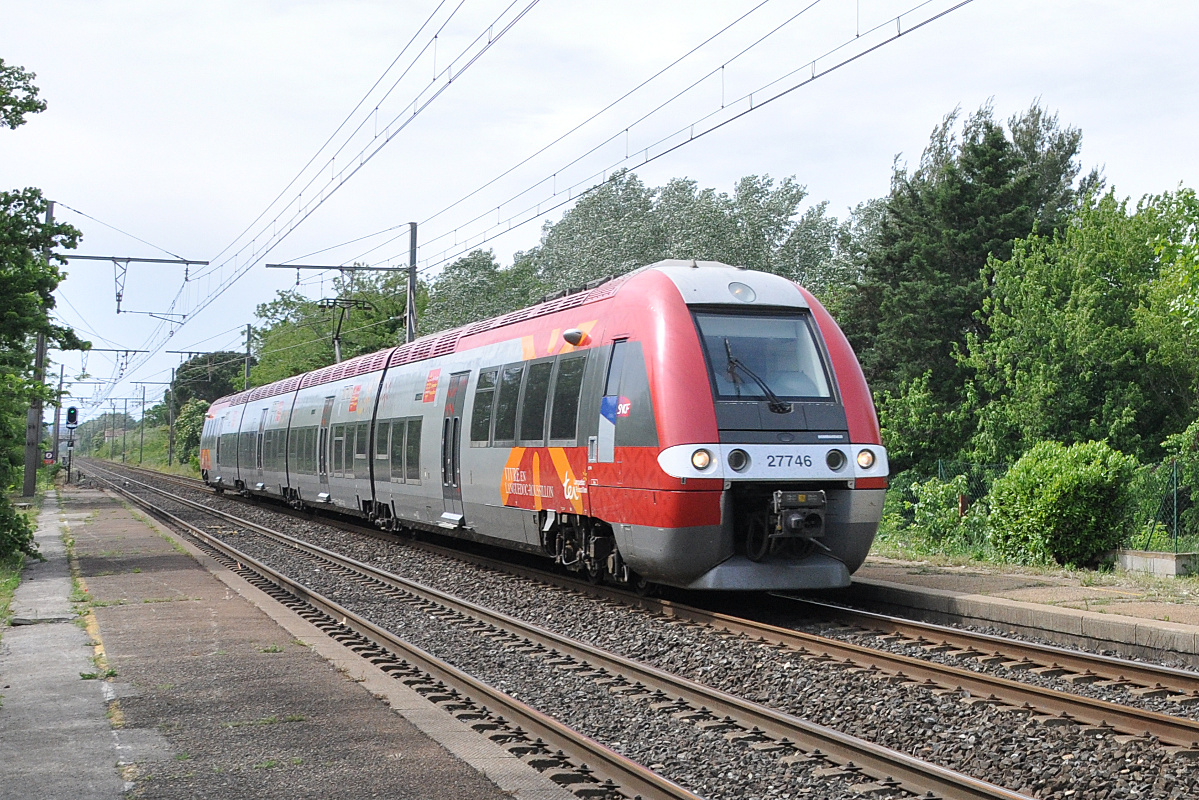
La Z 27745/746 arrive en gare de Manduel - Redessan.

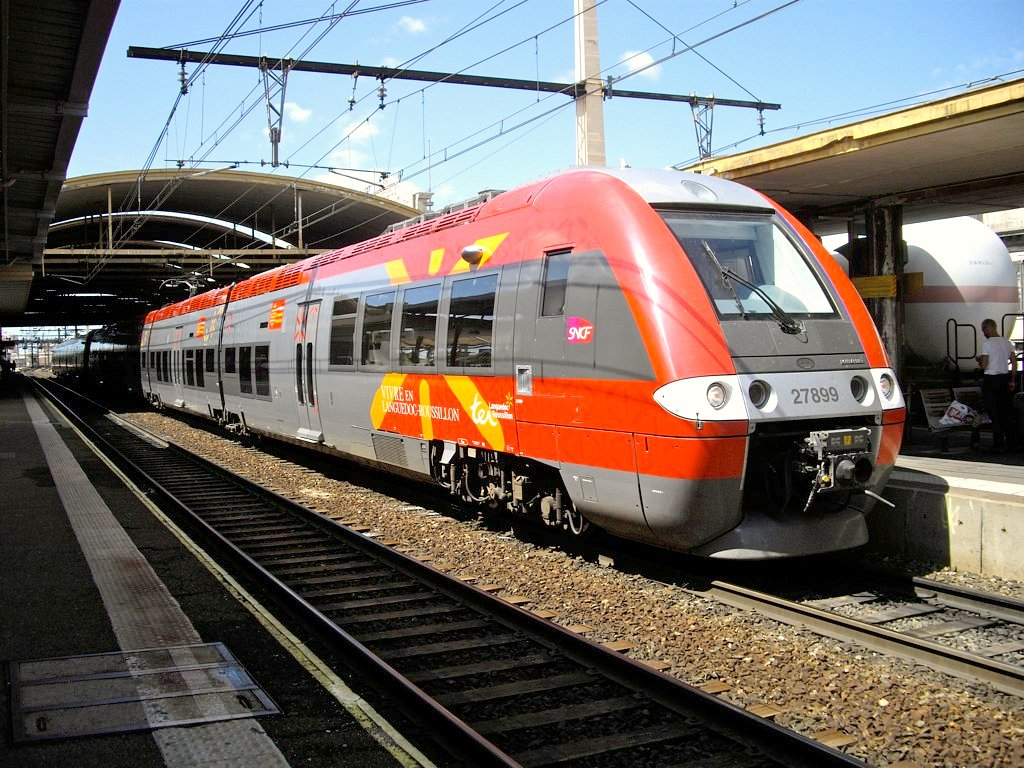
La Z 27899/900 en gare de Nîmes.

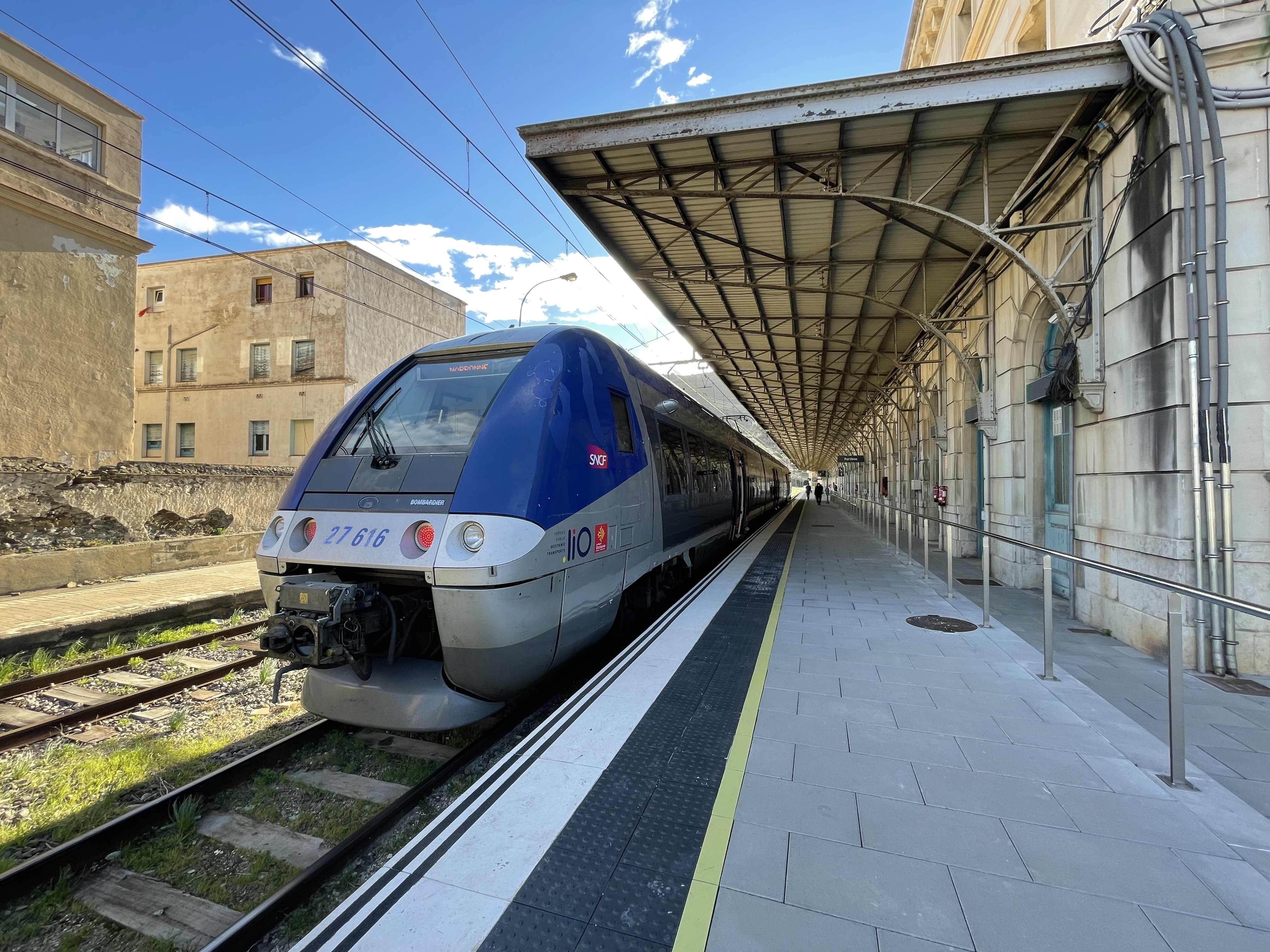
La Z 27615/616 en livrée provisoire LiO en gare de Portbou.

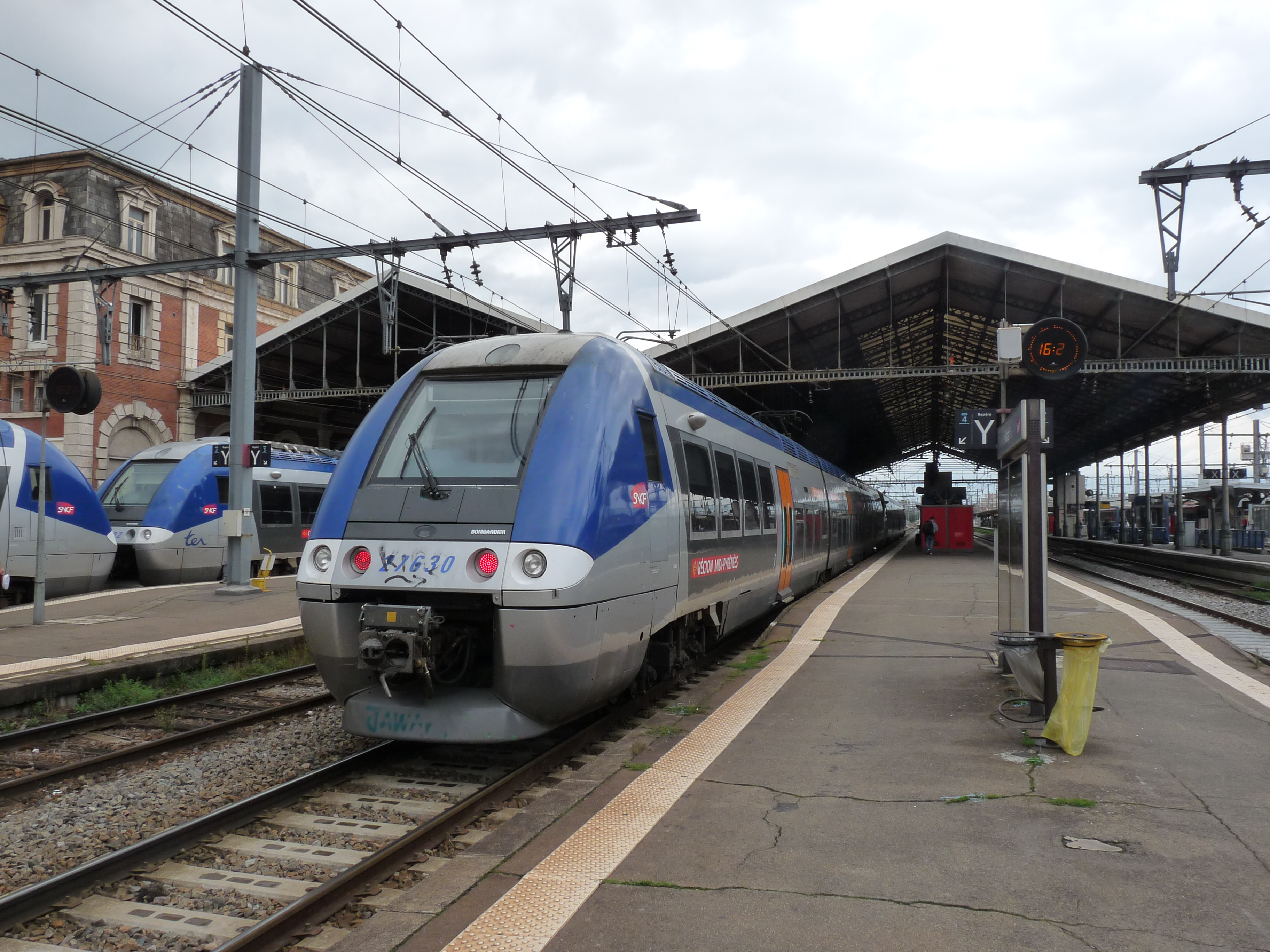
La Z 27629/630 en gare de Toulouse-Matabiau.

| Rames       | Caisses | Mise en service   | Radiation | Livrée                   | STF | Baptême/obs | Ancienne Région TER         |
| ----------- | ------- | ----------------- | --------- | ------------------------ | --- | ----------- | --------------------------- |
| Z 27501/502 | 3       | 1er avril 2005    | –         | LiO Occitanie            | SMP | –           | ex TER Midi-Pyrénées        |
| Z 27507/508 | 3       | 1er avril 2005    | –         | LiO Occitanie            | SMP | –           | ex TER Midi-Pyrénées        |
| Z 27521/522 | 3       | 17 août 2005      | –         | LiO Occitanie            | SMP | –           | ex TER Midi-Pyrénées        |
| Z 27531/532 | 4       | 24 novembre 2005  | –         | LiO Occitanie            | SLR | –           | ex TER Languedoc-Roussillon |
| Z 27535/536 | 4       | 21 décembre 2005  | –         | TER Languedoc-Roussillon | SLR | –           | ex TER Languedoc-Roussillon |
| Z 27537/538 | 4       | 10 janvier 2006   | –         | TER Languedoc-Roussillon | SLR | –           | ex TER Languedoc-Roussillon |
| Z 27541/542 | 3       | 24 janvier 2006   | –         | TER                      | SMP | –           | ex TER Midi-Pyrénées        |
| Z 27547/548 | 3       | 8 mars 2006       | –         | TER                      | SMP | –           | ex TER Midi-Pyrénées        |
| Z 27565/566 | 3       | 12 avril 2006     | –         | TER                      | SMP | –           | ex TER Midi-Pyrénées        |
| Z 27577/578 | 3       | 21 juillet 2006   | –         | TER                      | SMP | –           | ex TER Midi-Pyrénées        |
| Z 27583/584 | 3       | 21 juillet 2006   | –         | TER                      | SMP | –           | ex TER Midi-Pyrénées        |
| Z 27585/586 | 3       | 21 juillet 2006   | –         | TER                      | SMP | –           | ex TER Midi-Pyrénées        |
| Z 27593/594 | 3       | 28 septembre 2006 | –         | TER                      | SMP | –           | ex TER Midi-Pyrénées        |
| Z 27601/602 | 4       | 9 octobre 2006    | –         | TER Languedoc-Roussillon | SLR | –           | ex TER Languedoc-Roussillon |
| Z 27603/604 | 3       | 16 octobre 2006   | –         | TER                      | SMP | –           | ex TER Midi-Pyrénées        |
| Z 27607/608 | 4       | 19 octobre 2006   | –         | TER Languedoc-Roussillon | SLR | –           | ex TER Languedoc-Roussillon |
| Z 27609/610 | 4       | 3 novembre 2006   | –         | TER Languedoc-Roussillon | SLR | –           | ex TER Languedoc-Roussillon |
| Z 27615/616 | 3       | 21 décembre 2006  | –         | TER                      | SMP | –           | ex TER Midi-Pyrénées        |
| Z 27617/618 | 3       | 2 novembre 2006   | –         | TER                      | SMP | –           | ex TER Midi-Pyrénées        |
| Z 27619/620 | 4       | 14 novembre 2006  | –         | TER Languedoc-Roussillon | SLR | –           | ex TER Languedoc-Roussillon |
| Z 27625/626 | 3       | 24 novembre 2006  | –         | TER                      | SMP | –           | ex TER Midi-Pyrénées        |
| Z 27627/628 | 3       | 21 décembre 2006  | –         | TER                      | SMP | –           | ex TER Midi-Pyrénées        |
| Z 27629/630 | 3       | 8 décembre 2006   | –         | LiO Occitanie            | SMP | –           | ex TER Midi-Pyrénées        |
| Z 27639/640 | 3       | 21 décembre 2006  | –         | LiO Occitanie            | SMP | –           | ex TER Midi-Pyrénées        |
| Z 27641/642 | 3       | 10 janvier 2007   | –         | LiO Occitanie            | SMP | –           | ex TER Midi-Pyrénées        |
| Z 27643/644 | 3       | 10 janvier 2007   | –         | LiO Occitanie            | SMP | –           | ex TER Midi-Pyrénées        |
| Z 27649/650 | 4       | 24 janvier 2007   | –         | TER Languedoc-Roussillon | SLR | –           | ex TER Languedoc-Roussillon |
| Z 27655/656 | 4       | 9 février 2007    | –         | TER Languedoc-Roussillon | SLR | –           | ex TER Languedoc-Roussillon |
| Z 27661/662 | 4       | 14 mars 2007      | –         | TER Languedoc-Roussillon | SLR | –           | ex TER Languedoc-Roussillon |
| Z 27743/744 | 4       | 28 février 2008   | –         | TER Languedoc-Roussillon | SLR | –           | ex TER Languedoc-Roussillon |
| Z 27745/746 | 4       | 16 avril 2008     | –         | TER Languedoc-Roussillon | SLR | –           | ex TER Languedoc-Roussillon |
| Z 27757/758 | 4       | 30 avril 2008     | –         | TER Languedoc-Roussillon | SLR | –           | ex TER Languedoc-Roussillon |
| Z 27759/760 | 4       | 16 mai 2008       | –         | TER Languedoc-Roussillon | SLR | –           | ex TER Languedoc-Roussillon |
| Z 27761/762 | 4       | 30 mai 2008       | –         | TER Languedoc-Roussillon | SLR | –           | ex TER Languedoc-Roussillon |
| Z 27763/764 | 4       | 6 juin 2008       | –         | LiO Occitanie            | SLR | –           | ex TER Languedoc-Roussillon |
| Z 27765/766 | 4       | 16 mai 2008       | –         | LiO Occitanie            | SLR | –           | ex TER Languedoc-Roussillon |
| Z 27849/850 | 4       | 28 janvier 2009   | –         | TER Languedoc-Roussillon | SLR | –           | ex TER Languedoc-Roussillon |
| Z 27851/852 | 4       | 27 février 2009   | –         | TER Languedoc-Roussillon | SLR | –           | ex TER Languedoc-Roussillon |
| Z 27853/854 | 4       | 27 février 2009   | –         | LiO Occitanie            | SLR | –           | ex TER Languedoc-Roussillon |
| Z 27855/856 | 4       | 27 février 2009   | –         | LiO Occitanie            | SLR | –           | ex TER Languedoc-Roussillon |
| Z 27861/862 | 4       | 20 mars 2009      | –         | TER Languedoc-Roussillon | SLR | –           | ex TER Languedoc-Roussillon |
| Z 27863/864 | 4       | 27 mars 2009      | –         | LiO Occitanie            | SLR | –           | ex TER Languedoc-Roussillon |
| Z 27865/866 | 4       | 27 mars 2009      | –         | LiO Occitanie            | SLR | –           | ex TER Languedoc-Roussillon |
| Z 27871/872 | 4       | 15 mai 2009       | –         | LiO Occitanie            | SLR | –           | ex TER Languedoc-Roussillon |
| Z 27873/874 | 4       | 15 mai 2009       | –         | LiO Occitanie            | SLR | –           | ex TER Languedoc-Roussillon |
| Z 27875/876 | 4       | 19 juin 2009      | –         | TER Languedoc-Roussillon | SLR | –           | ex TER Languedoc-Roussillon |
| Z 27881/882 | 4       | 19 juin 2009      | –         | LiO Occitanie            | SLR | –           | ex TER Languedoc-Roussillon |
| Z 27883/884 | 4       | 10 juillet 2009   | –         | LiO Occitanie            | SLR | –           | ex TER Languedoc-Roussillon |
| Z 27885/886 | 4       | 10 juillet 2009   | –         | LiO Occitanie            | SLR | –           | ex TER Languedoc-Roussillon |
| Z 27891/892 | 4       | 6 août 2009       | –         | TER Languedoc-Roussillon | SLR | –           | ex TER Languedoc-Roussillon |
| Z 27893/894 | 4       | 10 juillet 2009   | –         | LiO Occitanie            | SLR | –           | ex TER Languedoc-Roussillon |
| Z 27895/896 | 4       | 6 août 2009       | –         | TER Languedoc-Roussillon | SLR | –           | ex TER Languedoc-Roussillon |
| Z 27897/898 | 4       | 8 octobre 2009    | –         | TER Languedoc-Roussillon | SLR | –           | ex TER Languedoc-Roussillon |
| Z 27899/900 | 4       | 6 août 2009       | –         | TER Languedoc-Roussillon | SLR | –           | ex TER Languedoc-Roussillon |
| Z 27901/902 | 4       | 10 août 2009      | –         | TER Languedoc-Roussillon | SLR | –           | ex TER Languedoc-Roussillon |
| Z 27903/904 | 4       | 12 février 2010   | –         | TER Languedoc-Roussillon | SLR | –           | ex TER Languedoc-Roussillon |

#### Z 54900

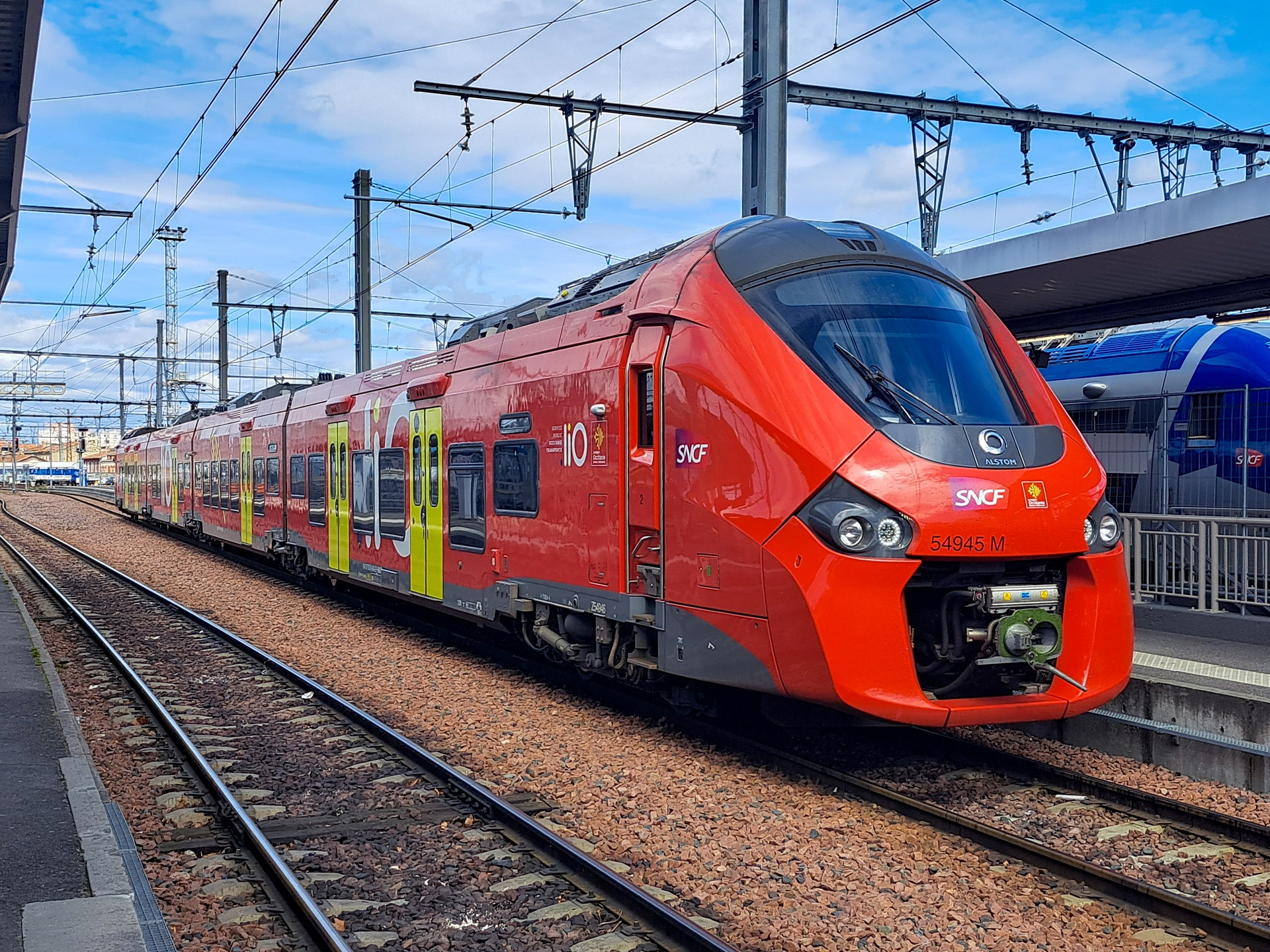
La Z 54945/946 en gare de Toulouse-Matabiau.

| Rames       | Identif. | Mise en service   | Radiation | Livrée            | STF | Baptême/obs | Ancienne Région TER  |
| ----------- | -------- | ----------------- | --------- | ----------------- | --- | ----------- | -------------------- |
| Z 54901/902 | 54901 M  | 12 décembre 2016  | –         | LiO Occitanie (p) | SOC | –           | ex TER Midi-Pyrénées |
| Z 54903/904 | 54903 M  | 25 mars 2016      | –         | LiO Occitanie (p) | SOC | –           | ex TER Midi-Pyrénées |
| Z 54905/906 | 54905 M  | 5 avril 2016      | –         | LiO Occitanie (p) | SOC | –           | ex TER Midi-Pyrénées |
| Z 54907/908 | 54907 M  | 13 avril 2016     | –         | LiO Occitanie (p) | SOC | –           | ex TER Midi-Pyrénées |
| Z 54909/910 | 54909 M  | 20 avril 2016     | –         | LiO Occitanie (p) | SOC | –           | ex TER Midi-Pyrénées |
| Z 54911/912 | 54911 M  | 9 mai 2016        | –         | LiO Occitanie (p) | SOC | –           | ex TER Midi-Pyrénées |
| Z 54913/914 | 54913 M  | 9 mai 2016        | –         | LiO Occitanie (p) | SOC | –           | ex TER Midi-Pyrénées |
| Z 54915/916 | 54915 M  | 9 juin 2016       | –         | LiO Occitanie (p) | SOC | –           | ex TER Midi-Pyrénées |
| Z 54917/918 | 54917 M  | 29 juin 2016      | –         | LiO Occitanie (p) | SOC | –           | ex TER Midi-Pyrénées |
| Z 54919/920 | 54919 M  | 29 juin 2016      | –         | LiO Occitanie (p) | SOC | –           | ex TER Midi-Pyrénées |
| Z 54921/922 | 54921 M  | 23 février 2018   | –         | LiO Occitanie (p) | SOC | –           | ex TER Midi-Pyrénées |
| Z 54923/924 | 54923 M  | 15 mai 2018       | –         | LiO Occitanie (p) | SOC | –           | ex TER Midi-Pyrénées |
| Z 54925/926 | 54925 M  | 9 novembre 2018   | –         | LiO Occitanie (p) | SOC | –           | ex TER Midi-Pyrénées |
| Z 54927/928 | 54927 M  | 20 août 2018      | –         | LiO Occitanie (p) | SOC | –           | ex TER Midi-Pyrénées |
| Z 54929/930 | 54929 M  | 3 octobre 2018    | –         | LiO Occitanie (p) | SOC | –           | ex TER Midi-Pyrénées |
| Z 54931/932 | 54931 M  | 29 juillet 2020   | –         | LiO Occitanie     | SOC | –           | –                    |
| Z 54933/934 | 54933 M  | 19 août 2020      | –         | LiO Occitanie     | SOC | –           | –                    |
| Z 54935/936 | 54935 M  | 26 août 2020      | –         | LiO Occitanie     | SOC | –           | –                    |
| Z 54937/938 | 54937 M  | 26 août 2020      | –         | LiO Occitanie     | SOC | –           | –                    |
| Z 54939/940 | 54939 M  | 9 septembre 2020  | –         | LiO Occitanie     | SOC | –           | –                    |
| Z 54941/942 | 54941 M  | 8 septembre 2020  | –         | LiO Occitanie     | SOC | –           | –                    |
| Z 54943/944 | 54943 M  | 25 septembre 2020 | –         | LiO Occitanie     | SOC | –           | –                    |
| Z 54945/946 | 54945 M  | 19 octobre 2020   | –         | LiO Occitanie     | SOC | –           | –                    |
| Z 54947/948 | 54947 M  | 3 novembre 2020   | –         | LiO Occitanie     | SOC | –           | –                    |
| Z 54949/950 | 54949 M  | 3 novembre 2020   | –         | LiO Occitanie     | SOC | –           | –                    |
| Z 54951/952 | 54951 M  | 11 décembre 2020  | –         | LiO Occitanie     | SOC | –           | –                    |

#### Z 56300

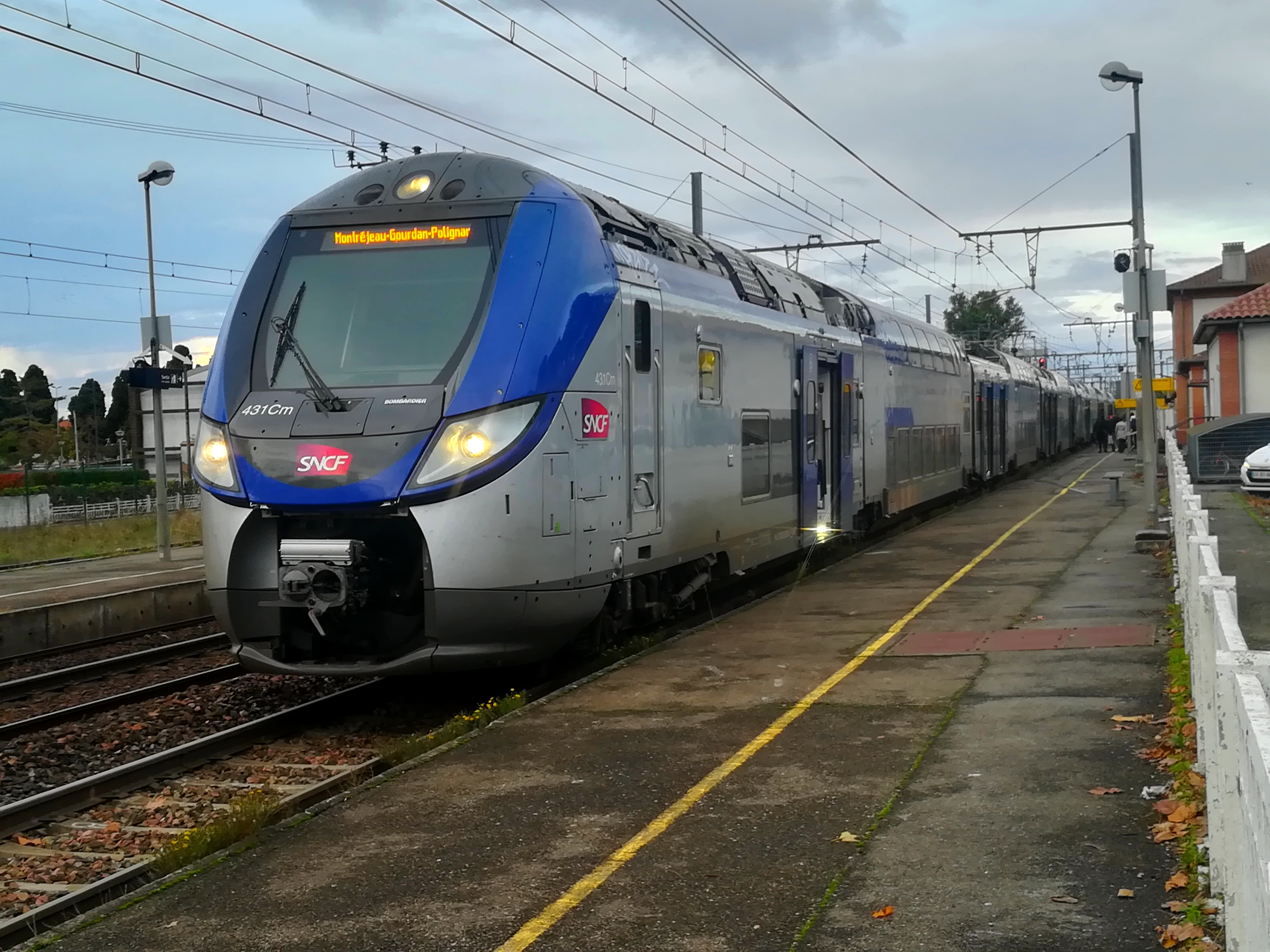
La Z 56361 en gare de Muret.

| Rames           | Identif. | Mise en service   | Radiation | Livrée            | STF | Baptême/obs | Ancienne Région TER  |
| --------------- | -------- | ----------------- | --------- | ----------------- | --- | ----------- | -------------------- |
| Z 56349/5607350 | 425 Cm   | 10 août 2017      | –         | LiO Occitanie (p) | SOC | –           | ex TER Midi-Pyrénées |
| Z 56351/5607352 | 426 Cm   | 27 septembre 2017 | –         | LiO Occitanie (p) | SOC | –           | ex TER Midi-Pyrénées |
| Z 56353/5607354 | 427 Cm   | 13 novembre 2017  | –         | LiO Occitanie (p) | SOC | –           | ex TER Midi-Pyrénées |
| Z 56355/5607356 | 428 Cm   | 30 novembre 2017  | –         | LiO Occitanie (p) | SOC | –           | ex TER Midi-Pyrénées |
| Z 56357/5607358 | 429 Cm   | 8 décembre 2017   | –         | LiO Occitanie (p) | SOC | –           | ex TER Midi-Pyrénées |
| Z 56359/5607360 | 430 Cm   | 26 janvier 2018   | –         | LiO Occitanie (p) | SOC | –           | ex TER Midi-Pyrénées |
| Z 56361/5607362 | 431 Cm   | 8 février 2018    | –         | LiO Occitanie (p) | SOC | –           | ex TER Midi-Pyrénées |
| Z 56363/5607364 | 432 Cm   | 15 février 2018   | –         | LiO Occitanie (p) | SOC | –           | ex TER Midi-Pyrénées |
| Z 56365/5607366 | 433 Cm   | 9 mars 2018       | –         | LiO Occitanie (p) | SOC | –           | ex TER Midi-Pyrénées |
| Z 56367/5607368 | 434 Cm   | 16 avril 2018     | –         | LiO Occitanie (p) | SOC | –           | ex TER Midi-Pyrénées |
| Z 56369/5607370 | 435 Cm   | 29 août 2018      | –         | LiO Occitanie (p) | SOC | –           | ex TER Midi-Pyrénées |
| Z 56371/5607372 | 436 Cm   | 25 juin 2018      | –         | LiO Occitanie (p) | SOC | –           | ex TER Midi-Pyrénées |
| Z 56373/5607374 | 437 Cm   | 6 septembre 2018  | –         | LiO Occitanie (p) | SOC | –           | ex TER Midi-Pyrénées |
| Z 56375/5607376 | 438 Cm   | 1er octobre 2018  | –         | LiO Occitanie (p) | SOC | –           | ex TER Midi-Pyrénées |
| Z 56377/5607378 | 439 Cm   | 14 novembre 2018  | –         | LiO Occitanie (p) | SOC | –           | ex TER Midi-Pyrénées |
| Z 56379/5607380 | 440 Cm   | 7 janvier 2019    | –         | LiO Occitanie (p) | SOC | –           | ex TER Midi-Pyrénées |
| Z 56381/5607382 | 441 Cm   | 27 février 2019   | –         | LiO Occitanie (p) | SOC | –           | ex TER Midi-Pyrénées |
| Z 56383/5607384 | 442 Cm   | 19 juin 2019      | –         | LiO Occitanie (p) | SOC | –           | ex TER Midi-Pyrénées |

## Matériel disparu depuis la fusion

### Locomotives électriques

#### BB 7200
| Motrice | Mise en service   | Radiation        | Livrée    | STF | Baptême/obs | Ancienne Région TER         |
| ------- | ----------------- | ---------------- | --------- | --- | ----------- | --------------------------- |
| BB 7202 | 30 juillet 1976   | 20 juin 2018     | En voyage | SMP | –           | ex TER Midi-Pyrénées        |
| BB 7213 | 11 janvier 1977   | 25 juillet 2018  | Grise     | SMP | –           | ex TER Midi-Pyrénées        |
| BB 7214 | 18 février 1977   | 25 juillet 2018  | Grise     | SMP | –           | ex TER Midi-Pyrénées        |
| BB 7286 | 5 septembre 1980  | 25 juillet 2018  | En voyage | SMP | –           | ex TER Languedoc-Roussillon |
| BB 7288 | 15 septembre 1980 | 31 août 2018     | Grise     | SMP | –           | ex TER Languedoc-Roussillon |
| BB 7289 | 25 septembre 1980 | 25 juillet 2018  | Béton     | SMP | –           | ex TER Languedoc-Roussillon |
| BB 7310 | 2 janvier 1981    | 25 juillet 2018  | Grise     | SMP | –           | ex TER Midi-Pyrénées        |
| BB 7388 | 30 juillet 1982   | 25 juillet 2018  | Grise     | SMP | –           | ex TER Midi-Pyrénées        |
| BB 7398 | 18 novembre 1982  | 25 juillet 2018  | Béton     | SMP | –           | ex TER Midi-Pyrénées        |
| BB 7400 | 30 décembre 1982  | 7 septembre 2018 | Fret      | SMP | –           | ex TER Midi-Pyrénées        |
| BB 7405 | 11 février 1983   | 20 juin 2018     | Béton     | SMP | –           | ex TER Midi-Pyrénées        |
| BB 7407 | 14 mars 1983      | 18 décembre 2017 | Béton     | SMP | –           | ex TER Midi-Pyrénées        |

### Automotrices

#### Z 7500
| Rames  | Mise en service | Radiation        | Livrée                   | STF | Baptême/obs | Ancienne Région TER         |
| ------ | --------------- | ---------------- | ------------------------ | --- | ----------- | --------------------------- |
| Z 7504 | 27 juillet 1982 | 10 décembre 2020 | TER Languedoc-Roussillon | SOC | –           | ex TER Languedoc-Roussillon |
| Z 7508 | 12 octobre 1982 | 10 décembre 2020 | TER Languedoc-Roussillon | SOC | –           | ex TER Languedoc-Roussillon |
| Z 7514 | 8 décembre 1983 | 26 novembre 2020 | TER Languedoc-Roussillon | SOC | –           | ex TER Languedoc-Roussillon |